# Brown & Root
Brown & Root was een aannemer, wegenbouwer en ingenieursbureau dat in 1919 werd begonnen door Herman Brown en zijn zwager Dan Root. In 1962 werd het overgenomen door Halliburton, maar bleef onder eigen naam werken tot Halliburton het in 1998 samenvoegde met M.W. Kellogg tot Kellogg Brown & Root. In 2002 werd de naam KBR en in 2007 verkocht Halliburton het bedrijf.

## Beginjaren
Texas was rond 1900 een arme staat met een sterk groeiende bevolking. Ondanks de sterke bevolkingsgroei was het nog voornamelijk een agrarische samenleving waar de infrastructuur veel te wensen overliet, zeker na de komst van betaalbare auto's. Roy Stone, hoofd van de Office of Road Inquiry, noemde Texas in 1895 de staat met de slechtste wegen. Het was op dit vlak dat Brown & Root de eerste stappen zette.
Herman Brown begon in 1914 in de wegenbouw bij Carl Swinford. Nadat Swinford eind dat jaar failliet gegaan was, kreeg hij ter compensatie van niet-uitbetaald loon de beschikking over de ezels en scraper van het bedrijf. In 1919 kwam hij in de problemen met zijn financiering en vroeg hij zijn zwager om te investeren in zijn bedrijf, dat vanaf dan Brown & Root zou heten. In 1922 voegde George Brown, de jongere broer van Herman, zich bij het bedrijf. Root was nauwelijks betrokken bij de leiding van het bedrijf, maar zijn naam bleef onderdeel van de bedrijfsnaam, ook na zijn overlijden in 1929. Veel werk werd uitbetaald met wissels met een vervaltermijn van vijf jaar. In 1929 drongen financiële adviseurs aan om de wissels van de hand te doen, maar Herman Brown weigerde deze voor de vervaldatum te verkopen. Uiteindelijk deed George dit toch met een verlies van zo'n tien procent, enkele maanden voor de beurskrach van 1929. Hiermee kon ternauwernood de Grote Depressie en de Dust Bowl overleefd worden.
Met de Grote Depressie stokte de wegenbouw en zocht Brown & Root andere werkzaamheden. De nood was hoog en zo begon het als Houston Public Service Corporation zelfs een vuilnisophaaldienst in Houston. Andere werkzaamheden waren het ombouwen van surplusmateriaal uit de Eerste Wereldoorlog en onderhoud aan spoorwegen met de Texas Railway Equipment Company.
De New Deal van president Roosevelt moest via instellingen als de Public Works Administration verlichting brengen.

## Marshall Forddam
Corruptie was alom vertegenwoordigd in Texas, vooral bij openbare werken. De Texas Highway Department moest werken openbaar aanbieden, maar in veel gevallen werd dit onderhands vergeven.
James Edward Ferguson, gouverneur van Texas van 1915 tot 1917, werd afgezet vanwege corruptie, maar zijn vrouw Miriam Ferguson werd gekozen en zette deze praktijken voort. In deze omgeving groeide Brown & Root. Aanvankelijk te klein om hieraan mee te doen, werkten zij aanvankelijk aan de kleinere, minder interessante opdrachten. Naarmate het bedrijf verder groeide, kwam het steeds meer in de positie om dit spel mee te spelen, wat het dan ook deed.
Brown & Root had een advocaat en adviseur gevonden in Alvin Wirtz. Deze voormalige senator voor Guadalupe County in de Senaat van Texas speelde een centrale rol in de Texaanse politiek en bedrijfsleven. Als partner in Powell, Wirtz, Rauhut and Gideon werkte hij buiten het democratische bestel, maar zijn invloed reikte ver daarin.
Wirtz zag de New Deal als grote kans om geld te verdienen en had al voor meerdere stuwdammen in de rivier de Guadalupe de overheidsfinanciering geregeld en land aangekocht. Voor Central Texas Hydro-Electric Company van Insull uit Chicago werkte hij aan een veel grotere dam in de Colorado. Deze George W. Hamiltondam moest als waterkrachtcentrale elektriciteit leveren aan Texas Hill Country. In 1932 ging Insull echter halverwege het project failliet en Wirtz moest een andere weg vinden.
Wirtz wilde aanspraak maken op kapitaal uit de Emergency Relief Appropriation Act dat 3,3 miljard dollar omvatte. Dit kon echter alleen als de dammen niet primair als waterkrachtcentrale zouden worden gebouwd, maar voor overstromingsbescherming. Wirtz wist de Texas Legislature te overtuigen dat dit het geval was en zo werd in 1934 de Lower Colorado River Authority (LCRA) opgericht. Wirtz werd aangesteld als belangrijkste adviseur en ging naar Washington om financiering voor de dam te regelen bij de Public Works Administration (PWA). Hier leerde hij Lyndon Johnson kennen die een goede vriend van hem zou worden.
Aanvankelijk verliep dit niet gunstig, maar door redistricting kreeg Wirtz het voor elkaar dat de dam – die hij nu Buchanandam noemde – in het congresdistrict kwam te liggen van James P. Buchanan. Deze was ook voorzitter van de House Committee on Appropriations dat de begrotingswetten vaststelde en zo wist Wirtz de dam op de begroting te krijgen.

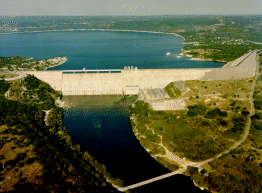
De Marshall Forddam, later Mansfielddam genoemd

In werkelijkheid was de dam echter niet ontworpen voor overstromingsbescherming, iets wat eigenlijk algemeen bekend was. De oplossing hiervoor was de Marshall Forddam. Brown & Root besloot hierop te bieden, hoewel het bedrijf geen enkele ervaring had met dammen en nog nooit een project van deze omvang had uitgevoerd. Het ging daartoe een joint venture aan met McKenzie Construction Company. Zoals George Brown later stelde:
Joint ventures in the early days not only spread the risk for us, it also permitted us to acquire a lot of know-how we didn’t have much of. When we’d take on a big one, we wanted some company up in that dark alley with us.
De offerte van Brown & Root-McKenzie lag lager dan die van de twee andere bedrijven en zo gaf de LCRA de opdracht aan Brown & Root-McKenzie. Dit was de doorbraak waar de ambitieuze Herman Brown al jaren voor aan het vechten was en het bracht het bedrijf op een nieuw niveau.
De financiering bleek echter niet rond. Niet de PWA, maar het Bureau of Reclamation beheerde de gelden met de House Committee on Rivers and Harbors met als voorzitter Joseph J. Mansfield. Deze had echter nog geen toestemming gegeven en kon dat ook niet doen omdat het alleen projecten op federaal grondgebied mocht financieren. De Texaanse rivieren waren staatsbezit en de staat was vastbesloten om deze rechten niet weg te geven. Buchanan wist de Comptroller General nog over te halen om de eerste termijn van vijf miljoen dollar te betalen, maar voor de tweede moest toestemming verkregen worden van het Congres. Brown & Root was echter al begonnen met de bouw en had grote investeringen moeten doen. Toen bekend werd dat de betalingen tot dan feitelijk illegaal waren gedaan, stond het bedrijf voor de keuze om te stoppen of door te gaan. Met de grote investeringen al achter de rug vertrouwde Brown & Root op Buchanan en zette de bouw voort. Op 22 februari 1937 overleed Buchanan voordat hij de financiering door het Congres had kunnen loodsen. Dit bracht Brown & Root en Wirtz in een lastig parket.
Nadat Buchanan overleden was, besloot Lyndon Johnson om zich verkiesbaar te stellen als afgevaardigde. Hij werd daarbij gesteund door Wirtz die Johnson nodig had om de dam door het Congres te loodsen. Wirtz wist Magnolia en Humble Oil bij te laten dragen aan de verkiezingscampagne. Johnson won overtuigend en wist daarna Mansfield te overtuigen van de noodzaak van de dam. Uiteindelijk wist Johnson ook president Roosevelt te overtuigen met behulp van diens assistent Corcoran. Onder invloed van het Report on Economic Conditions of the South en Howard W. Odum was Roosevelt van mening dat het achtergebleven zuiden ontwikkeld moest worden. Zo wist Mansfield de dam door het Congres te loodsen.
Hiermee leek de episode afgesloten, maar Herman Brown zette in op meer. Zonder Wirtz en Johnson in te lichten, liet hij tijdens een vergadering van de lokale Rotary Club in het Driskill Hotel in Austin een reeks sprekers betogen dat de dam niet hoog genoeg was voor overstromingsbescherming. Dit was inderdaad het geval en bekend bij Wirtz en Johnson. Om de dam te verhogen was een aanvullende 17 miljoen dollar nodig.
Wirtz en Johnson stonden voor het blok en besloten het spel mee te spelen. Volgens een ingewikkelde argumentatie veranderde het onderste deel van de dam in een waterkrachtcentrale en het bovenste deel in overstromingsbescherming. Daarmee werd financiering van het tweede deel mogelijk door het Bureau of Reclamation dat echter niet meer dan 14.850.000 dollar bij kon dragen. Voor de aanvullende financiering richtte men zich tot de PWA die echter niet bij mocht dragen aan zowel waterkrachtcentrales als overstromingsbescherming. De argumentatie werd nu het geen van beide te noemen, omdat het beide was. Dit was nauwelijks door het Congres te loodsen, maar met de hulp van afgevaardige en meerderheidsleider Sam Rayburn slaagde Johnson hier toch in.
Brown & Root won de daaropvolgende aanbesteding en had dus nu een project van 27 miljoen dollar. Herman Brown wist dit nog op te krikken door het nodige meerwerk er met de hulp van Johnson doorheen te krijgen. De relatie tussen Herman Brown en Johnson was aanvankelijk een koele zakelijke, vooral van de kant van Herman Brown, die zelfs gestemd had op de tegenstander van Johnson. Harde botsingen waren voorgevallen, maar uiteindelijk ontstond er een wederzijds respect. Brown & Root wist zo de crisisjaren te overleven en er zelfs groter dan ooit uit te komen met een netwerk dat het bedrijf een ongekende invloed gaf. De Marshall Forddam werd uiteindelijk de Mansfielddam genoemd naar de man die zo'n belangrijke rol had gespeeld bij de totstandkoming.
Na deze dam werden nog de Marble Fallsdam en de Granite Shoalsdam gebouwd, wat Brown & Root tot een van de grootste aannemers in het land maakte. De dammen bleken van grote waarde doordat er een einde kwam aan de overstromingen van de Colorado en door de elektriciteit die het opleverde. Van Pedernales Electric Cooperative – opgericht op initiatief van Johnson om het platteland van Texas van elektriciteit te voorzien – kreeg Brown & Root de opdracht om bijna 3000 km elektriciteitsnet aan te leggen. Met het platteland voorzien van elektriciteit en vrij van overstromingen had Johnson enkele verkiezingsbeloftes in kunnen lossen.
De lessen uit de crisis waren voor Brown & Root dat ze alles aanpakten wat ze maar voor handen kwam en dat het meeste werk zat in het verkrijgen van opdrachten, waar dan ook alles op werd ingezet. Het zou de toekomst van het bedrijf tekenen.

## Tweede Wereldoorlog
Herman Brown was geen voorstander geweest van de New Deal, dat hij een verspilling van zijn belastinggeld vond, maar was wel groot geworden door de federale programma's. Tijdens de Tweede Wereldoorlog lag het grote geld in defensiecontracten en Brown & Root maakte deze overgang zonder problemen.

### Naval Air Stations
De eerste poging hiertoe mislukte. Brown & Root bood met het ervaren Bellows op Naval Air Station Isla Grande, maar kreeg de opdracht niet. Admiraal Ben Moreell stelde dat het gebrek aan ervaring op dit vlak de achterliggende reden was. Dat Johnson lid was van de Naval Affairs Committee mocht niet baten, buiten Texas was zijn macht nog beperkt.
In de Amerikaanse presidentsverkiezingen van 1940 werd Johnson een belangrijke steun voor Roosevelt die een derde termijn nastreefde. Diens vicepresident, de Texaan Garner, nam het in deze verkiezingen tegen hem op en had veel steun in zijn thuisstaat, waaronder van de Browns. Johnson wist de Browns aan de kant van Roosevelt te krijgen en met hun steun kozen veel Texaanse politici uiteindelijk toch voor Roosevelt. Roosevelt won en stelde Wirtz aan als staatssecretaris van het Department of the Interior onder Harold Ickes. Roosevelt gaf de marine ook opdracht om bij Johnson te rade te gaan over alle contracten in Texas.

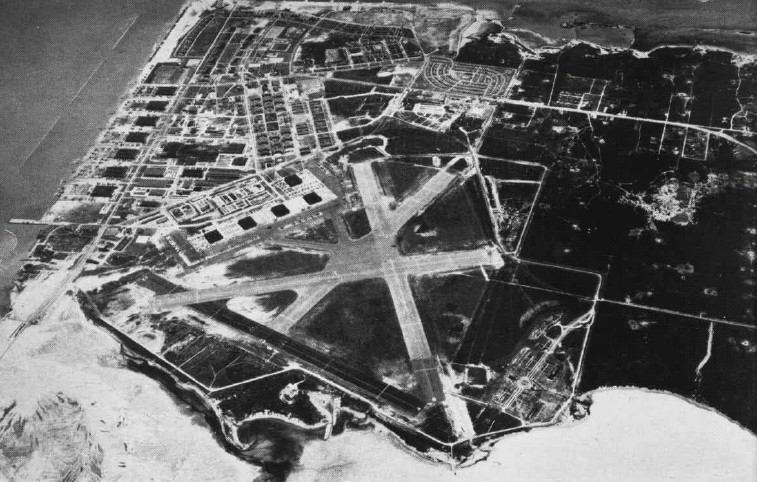
Naval Air Station Corpus Christi

Het eerste contract betrof de bouw van Naval Air Station Corpus Christi. Dit was een onderhands regiecontract (cost-plus contract), wat inhield dat de marine zelf kon bepalen aan wie het gegund werd en dat het gebaseerd was op de kosten die gemaakt werden plus een vaste winstmarge. Het contract ging naar Brown & Root en Bellows, maar met als eis dat Henry J. Kaiser er bij betrokken werd. Dit was een bekende naam voor de marine en deze deed mee met zijn Columbia Inspection Company. Zo werd het consortium Brown-Bellows-Columbia gevormd en kon het werk in 1940 beginnen. Begroot op ruim 23 miljoen dollar werd uiteindelijk 125 miljoen dollar betaald. Na acht maanden was 60% van de basis voltooid, zodat trainingen eerder dan gepland konden beginnen.

### Brown Shipbuilding
Voor Houston Shipbuilding van Todd Shipbuilding en Kaiser bouwde de Brown & Root de werf. Toen Platzer Boat Works niet in staat bleek om vier onderzeebootjagers van de PC-461-klasse te voltooien, had afgevaardigde Albert Thomas Brown & Root aanbevolen bij rear admiral Robertson van het Bureau of Ships. Thomas was voorzitter van de subcommissie defensie van het House Committee on Appropriations en had al een belangrijke rol gespeeld bij de toekenning aan van de opdracht bij Corpus Christi.
Zoals meer Amerikaanse scheepsbouwers voor de Tweede Wereldoorlog had het bedrijf geen enkele scheepsbouwervaring, maar in 1941 werd de dochteronderneming Brown Shipbuilding opgezet en werd tegenover Houston Shipbuilding een nieuwe werf gebouwd. In februari 1942 werd het eerste schip opgeleverd, de PC-565. Een jaar later werd dit de eerste uit de PC-461-serie die een onderzeeër tot zinken wist te brengen, de U 521. Hoewel aanvankelijk maar zo'n vijf procent van de werknemers ervaring had in de scheepsbouw, wist de werf in Houston in vier jaar tijd 359 schepen te bouwen, waaronder 61 destroyer escorts van de Edsall-klasse. De werf had in vier jaar tijd ruim 500 miljoen dollar omgezet en had in oktober 1943 23.000 man in dienst. De snelheid en kwaliteit van levering bracht het bedrijf op 15 december 1942 al de Army-Navy "E" Award.
In 1949 werd de werf verkocht aan Todd, maar veel van de ingenieurs werden ingezet voor onder meer de offshoretak van Brown & Root.

### Tennessee Gas Pipeline
Aan het begin van de Tweede Wereldoorlog waren de meeste grote steden in de Verenigde Staten aangesloten op een aardgasnet. Het noordoosten was daarop een uitzondering doordat de Grote Depressie roet in het eten gooide voordat de gasleidingen waren gelegd. Ook was er actieve tegenwerking van de kolenindustrie en de spoorwegen die de oostkust niet wilden verliezen als afzetmarkt van kolengas.
In 1940 zag Curtis Dall echter een kans om Appalachia te verbinden met het Oost-Texasveld. In Texas was het geassocieerd gas dat meekwam met de olieproductie vrijwel waardeloos bij gebrek aan een voldoende grote afzetmarkt en werd het grotendeels afgefakkeld. Zij richtten daartoe de Tennessee Gas Transmission Company op, maar hadden een Certificate of Public Convenience and Necessity nodig van de Federal Power Commission (FPC). Daartoe moest Tennessee Gas een leverancier en een financier hebben.
Een leverancier bleek niet te vinden in het Oost-Texasveld en zo kwamen zij terecht bij de Chicago Company die verder naar het zuiden het Stratton-Agua Dulceveld beheerde in Nueces County bij Corpus Christi. Dat betekende wel dat de pijpleiding langer en duurder zou worden. E. Holley Poe van de Petroleum Administration for War (PAW) stelde wel vast dat het veld over voldoende reserves beschikte, waarmee de eerste horde genomen was.
In 1942 probeerde Brown & Root met partner W.E. Callahan een belang te nemen in Tennessee Gas. Zij namen daartoe contact op met Jesse Jones van de Reconstruction Finance Corporation (RFC). Tennessee Gas had eerder contact gehad met RFC toen het federale financiering zocht. Uiteindelijk slaagden de Browns hier echter niet in. Uiteindelijk kwam de financiering van de Chicago Corporation, maar deze nam daarmee feitelijk Tennessee Gas over.
Met de twee voorwaarden voldaan, kon de bouw van de Tennessee Gas Pipeline beginnen. Bechtel-Dempsey-Price werd de hoofdaannemer, met als onderaannemers Williams Brothers en Brown & Root. Zo deed het bedrijf ook pijplegervaring op.

### Vakbonden
Zowel Brown & Root als Brown Shipbuilding was open shop, dus zonder verplicht vakbondslidmaatschap. Het bracht het bedrijf in conflict met de vakbonden. Herman Brown, die zijn leven lang hard gewerkt had, zag de vakbonden als een manier om minder te werken voor hetzelfde geld en was zeer antivakbond. De marine stelde via de War Manpower Commission een onderzoek in naar aanleiding van de klachten en het hoge verloop en kwam met een negatief rapport. Brown negeerde de oproepen en zo raakte de National Labor Relations Board betrokken. Johnson, hoewel links georiënteerd als New Dealdemocraat, probeerde een wet door het Congres te krijgen waarbij werkweigeraars als eerste zouden worden opgeroepen voor de dienstplicht, maar dit werd tegengehouden door zowel de vakbonden als de marine, die niet zat te wachten op ongemotiveerde en gefrustreerde werkweigeraars. Brown wist de vakbonden echter buiten de deur te houden en kon zo goedkoper werken dan de closed-shopwerven. Hij droeg ook sterk bij aan de invoering van de right-to-work law in Texas in 1947 dat verplicht vakbondslidmaatschap verbood.
De strijd die het leverde met de vakbonden en de band met Johnson legde het bedrijf geen windeieren, maar brachten het wel in de schijnwerpers.

## Texas Eastern

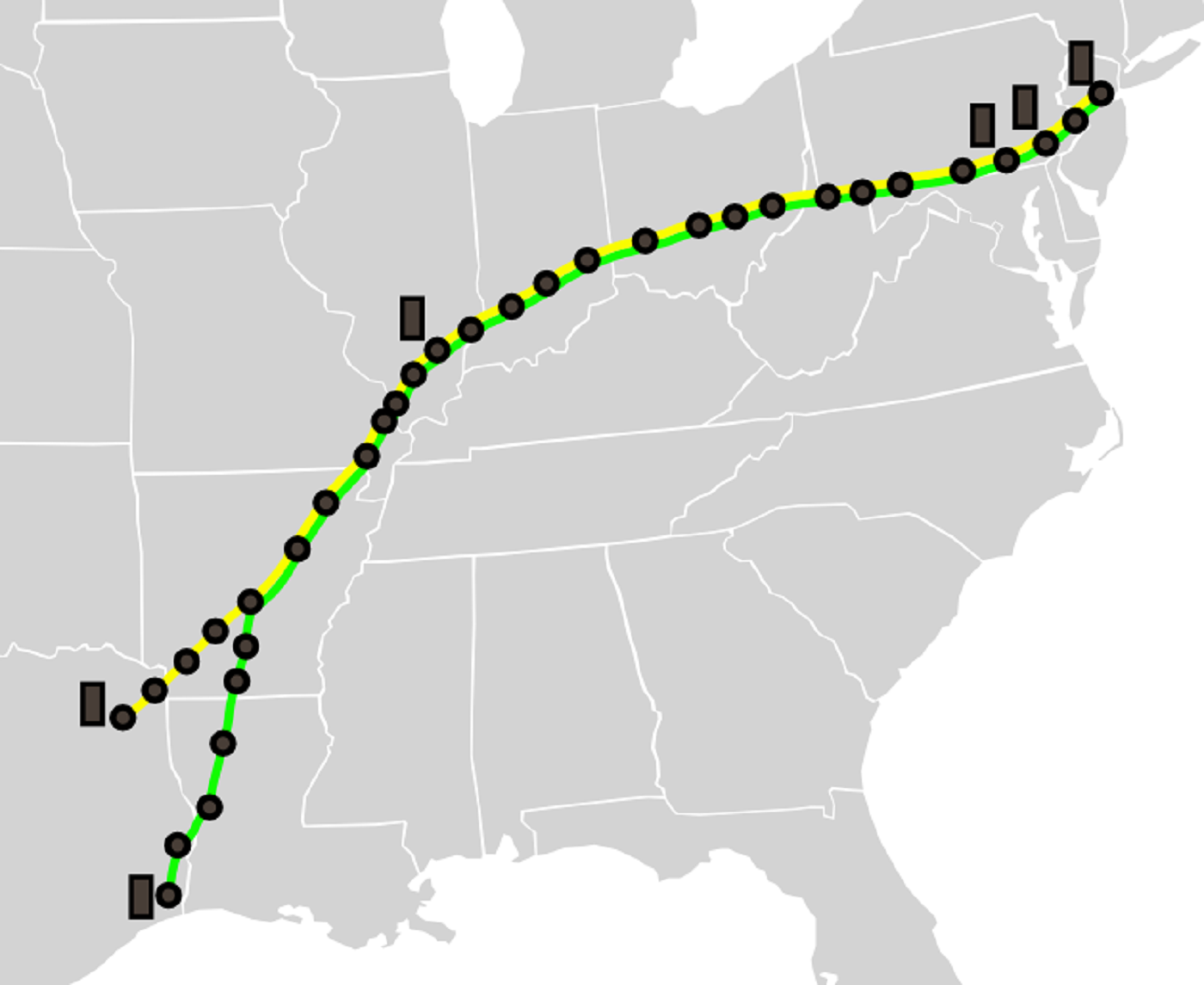
De Inch Lines:
- geel: Big Inch met ruwe olie vanaf het Oost-Texasveld
- groen: Little Big Inch met destillaat van de raffinarderijen in Beaumont
- cirkels: pompstations
- rechthoeken: opslagtanks

De Big Inch en Little Big Inchpijpleidingen werden in 1942-43 aangelegd door het consortium War Emergency Pipelines. Deze moesten de oostkust van olie voorzien vanuit de Texaanse olievelden toen Duitse U-boten de olietankers die deze olie vervoerden in groten getale ten zinken brachten in de onbeperkte duikbotenoorlog die volgde op de oorlogsverklaring na de aanval op Pearl Harbor van 7 december 1941.
Na de oorlog was dit een van de aantrekkelijkste delen uit het oorlogssurplusmateriaal dat de Amerikaanse overheid zou verkopen en er was dan ook een hele serie gegadigden. Een consortium van oliemaatschappijen leek een logische kandidaat omdat het tenslotte olieleidingen betrof. Een alternatief was echter de ombouw naar aardgastransport waarmee de oostkust verlost kon worden van kolengas. De kolenindustrie en de spoorwegen brachten daarop een lobby op gang om te voorkomen dat de pijpleidingen omgebouwd zouden worden waarmee de oostkust als afzetmarkt weg zou vallen.
In de eerste biedronde bleek op 31 juli 1946 dat er te veel onduidelijkheid was om een keuze te maken, zodat een tweede ronde gehouden moest worden. Veel van de bieders hadden prominente politici aan zich verbonden. Een van de bieders was E. Holley Poe, eerder van de PAW, en nu een insider als lid van de Committee on Postwar Disposal of Pipe Lines. Hij leidde een groep met daarin Reginald Hargrove van de United Gas Corporation, Everette DeGolyer die ook zitting had gehad in de PAW, en Charles I. Francis die advocaat was bij Vinson, Elkins, Weems & Francis. Toen deze groep het gerucht hoorde dat er in Houston een rivaliserende groep was bestaande uit Jesse Jones, de Browns, George Butler en Gus Wortham. Francis vroeg zijn partner James Elkins om het gerucht te onderzoeken. Het is onduidelijk of het gerucht op waarheid was gebaseerd, maar het resultaat was dat de Browns zich aansloten bij Poe. Nu de oorlog afgelopen was, waren zij op zoek naar een nieuwe markt om hun grote capaciteit in te kunnen zetten.
Aanvankelijk was er een voorkeur om de pijpleidingen voor olie te blijven gebruiken. Na de oorlog gingen oliemaatschappijen echter al snel terug naar het gebruik van goedkopere tankers. Daarnaast werd de lobby van de kolenindustrie niet geholpen door de stakingen die de United Mine Workers van John L. Lewis regelmatig uitriep. Daarop kreeg Tennessee Gas een concessie van 3 december 1946 tot 30 april 1947. Tennessee Gas begon vanaf 5 december met het gastransport, waarmee bewezen was dat de leidingen ook hiervoor geschikt waren. Daarop werd een tweede biedronde ingesteld en de groep rond Poe organiseerde zich als de Texas Eastern Transmission Corporation (TETCO). Het bod van Texas Eastern was met 143.127.000 dollar het hoogste bod, waarmee op 14 november 1947 de Inch Lines werden binnengehaald.

### Leland Olds
De gasmarkt was gereguleerd door de Federal Power Commission (FPC) onder leiding van Leland Olds. De FPC had een prijscontrole ingesteld uitgaande van een winstmarge van 9,5%. Texas Eastern wilde zelf de prijs kunnen bepalen en begon een lobby tegen het prijsplafond. Olds hield echter vast aan de Natural Gas Act of 1938 en wist president Truman in 1948 te overtuigen een wet tegen de FPC te vetoën. In 1949 was er echter een nieuwe verkiezing voor de voorzitter van de FPC en Johnson werd ingeschakeld om van deze gelegenheid gebruik te maken. Hoewel zowel Johnson als Olds lid waren van de New Dealbeweging en een vergelijkbare achtergrond hadden, weerhield dit Johnson niet om een einde te maken aan de carrière van Olds. Johnson wist zich tot voorzitter van de beoordelingscommissie te laten benoemen en met de hulp van Wirtz en de House Committee on Un-American Activities onderzochten zij het verleden van Olds op zoek naar communistische sympathieën. Dat deze nauwelijks te vinden waren, weerhield Johnson er niet van een lastercampagne tegen Olds te beginnen door zaken selectief uit de context te halen. Daarnaast liet Johnson ook de samenstelling van de commissie zo aanpassen dat Olds geen medestanders meer had.
Hoewel kranten als The Washington Post, The Nation en The New Republik het voor Olds opnamen, redde deze het niet en werd niet herkozen. Hij werd voor korte tijd opgevolgd door Monrad Wallgren die een weinig effectief voorzitter bleek. De FPC volgde daarna een zwalkend beleid tot het in 1954 met de zaak Phillips Petroleum Co. vs. Wisconsin zelfs nog meer bevoegdheden kreeg. De uitschakeling van Olds bleek daarmee niets opgeleverd te hebben en Texas Eastern bleef dan ook strijden tegen de FPC tot er enige mate van deregulering optrad.
Hoewel door de prijscontroles de marges voor de Browns niet buitengewoon waren, was Brown & Root wel de voorkeursaannemer voor Texas Eastern en wist zo de pijpenlegervaring uit te breiden. Deze belangenverstrengeling werd wel opgemerkt, maar tussen 1947 en 1984 wist Brown & Root zo een omzet te genereren van 1,3 miljard dollar voor het werk dat werd uitgevoerd door Texas Eastern.

## Suite 8F crowd
Zoals alle ondernemers hadden ook de Browns een uitgebreid netwerk. Zij gingen daarbij echter een stap verder. In het Lamar Hotel – dat Jesse Jones in 1927 aan de Main Street in Houston had laten bouwen – huurde Brown & Root permanent suite 8F. Dit was de plek waar de Suite 8F crowd samenkwam. Naast Jones en de Browns bestond deze onder meer uit Wirtz, Elkins, Wortham, Johnson, Albert Thomas, Rayburn, oud-gouverneur William P. Hobby, zijn vrouw Oveta Culp Hobby en gouverneur John Connally. Sinds eind jaren 1930 werden hier afspraken gemaakt en deals gesloten. Het zou een van de meest invloedrijke groepen in Texas worden en ook daarbuiten. Vooral na de Leland Oldsaffaire zou dit verbond echter steeds zichtbaarder worden voor zowel kranten als toezichthouders.
Vooral de wisselwerking tussen de Browns en Johnson was hierbij van belang. Het geld van de Browns droeg belangrijk bij aan de verkiezingsoverwinningen van Johnson en diens vertrouwelingen. Zoals Caro, biograaf van Johnson, over hem stelde:
His power base wasn't his congressional district, it was Herman Brown's bank account.
Volgens de Federal Corrupt Practices Act mochten bedrijven niet bijdragen aan campagnes van politici, maar daar werden omwegen voor gevonden. Ook onderaannemers die afhankelijk waren van Brown & Root droegen bij. Ondanks de duurste campagne ooit, verloor Johnson in 1941 de race om het senatorschap van Pappy O'Daniel.
De Browns maakten echter de fout om de bijdragen af te trekken van de belasting en de grote bedragen trokken vanaf juli 1942 de aandacht van de Internal Revenue Service (IRS). Aanvankelijk was het bij de IRS niet duidelijk dat de geldstromen richting Johnson waren gegaan, maar wel dat er iets niet in orde was. Via Johnson en diens connecties met president Roosevelt probeerden de Browns het onderzoek te laten stoppen, maar dit trok alleen maar de aandacht bij minister van Financiën Morgenthau Jr. die zich er persoonlijk mee ging bemoeien. Eind 1943 was duidelijk dat er sprake was van ruim een miljoen dollar aan achterstallige belastingen en werd ook het verband met Johnson steeds duidelijker. Na inmenging van Roosevelt werd begin 1944 vanwege de bijdragen aan de oorlogsindustrie door Brown & Root de boete verlaagd naar een kleine vier ton en werd het onderzoek naar fraude gestaakt.
Dit alles bekoelde de relatie niet en het drong nauwelijks door naar de pers. Toen Johnson in 1948 dan ook opnieuw meedeed aan de verkiezing tot senator, werd hij opnieuw gesteund door de Browns. Hij nam het op tegen de gouverneur van Texas, Coke Stevenson. Ondanks een grote achterstand wist Johnson de verkiezing te winnen met 87 stemmen, wat hem de bijnaam 'Landslide Lyndon' opleverde. Het bracht ook verdachtmakingen van fraude die uiteindelijk echter genegeerd werden, zodat Johnson op 3 januari 1949 senator werd voor Texas.
Hoewel de Suite 8F crowd veel gedeelde belangen had, ging dat niet altijd op. Zo hadden de Browns een controlerend aandeel in Houston's First National Bank en begonnen zij onderhandelingen met de nog machtiger Jones over een fusie met diens National Bank of Commerce. Toen de onderhandelingen niet wilde vlotten, gingen de Browns in zee met Elkins die eigenaar was van de City National Bank en zo ontstond in 1956 met First City National Bank de grootste bank in Houston.
De bijeenkomsten waren niet beperkt tot het Lamar Hotel. Men zag elkaar tijdens de Kentucky Derby en ging jagen op de Palomas Ranch bij Falfurrias die de Browns deelden met Abercrombie of de ranch van de Browns in Fort Clark. Politici werden ook dichter bij Washington onthaald op een ranch in Middleburg in Virginia, kortweg Huntland genoemd. Het was hier dat Johnson in 1955 een hartaanval kreeg.
In 1960 besloot Johnson dat hij mee zou doen in de race als presidentskandidaat voor de Democraten tegen John F. Kennedy. Herman Brown was hier faliekant op tegen. Als president zou Johnson veel meer groepen tegemoet moeten komen, wat afbreuk zou doen aan zijn steun aan de Browns. Desondanks steunden deze wederom de campagne op de gebruikelijke manier, die Johnson echter verloor. Johnson accepteerde daarna de positie als running mate van Kennedy. Dit was voor Herman Brown een nog slechtere positie, omdat deze meer in schijnwerpers stond en minder invloed had dan als meerderheidsleider in de senaat. Het uiteindelijke vicepresidentschap van Johnson daarna betekende inderdaad dat de relatie met Herman Brown sterk bekoelde. Toch bleef Johnson belangrijk en na de moord op president Kennedy werd deze president, waarmee Brown & Root sterke banden had met de machtigste man van het land. In 1969 kwam hieraan een einde en in 1973 overleed Johnson.
Brown & Root verloor daarmee een belangrijke troef, maar leek met Connally een opvolger gevonden te hebben. Als gouverneur van Texas zat Connally in de limousine met Kennedy ten tijde van de moord en was daarbij gewond geraakt. Hoewel Democraat voerde hij in 1972 de campagne Democrats for Nixon en het jaar daarop ging hij over naar de Republikeinen. Toen vicepresident Spiro Agnew zich terugtrok naar aanleiding van een omkoopschandaal was Connally enige tijd de opvolgingskandidaat. Zijn overstap maakte hem een te groot risico met het oog op de democratische meerderheid in het Congres en zo werd Gerald Ford vicepresident. De carrière van Connally kende daarna een neergang, daarbij niet geholpen door het Watergateschandaal.

## Amerikaanse leger
Na de Tweede Wereldoorlog brak de Koude Oorlog uit, wat betekende dat er wereldwijd Amerikaanse bases gebouwd werden. Een groot contract was tussen 1946 en 1957 op Guam waarbij Brown & Root samenwerkte met Pacific en Maxon (BPM). Met Raymond Concrete Pile en Walsh Construction bouwde het als BRW onder de Joint Construction Agency (JCA) negen van de United States Air Force bases in Frankrijk en na het Pact van Madrid uit 1953 drie van de United States Air Force bases in Spanje.

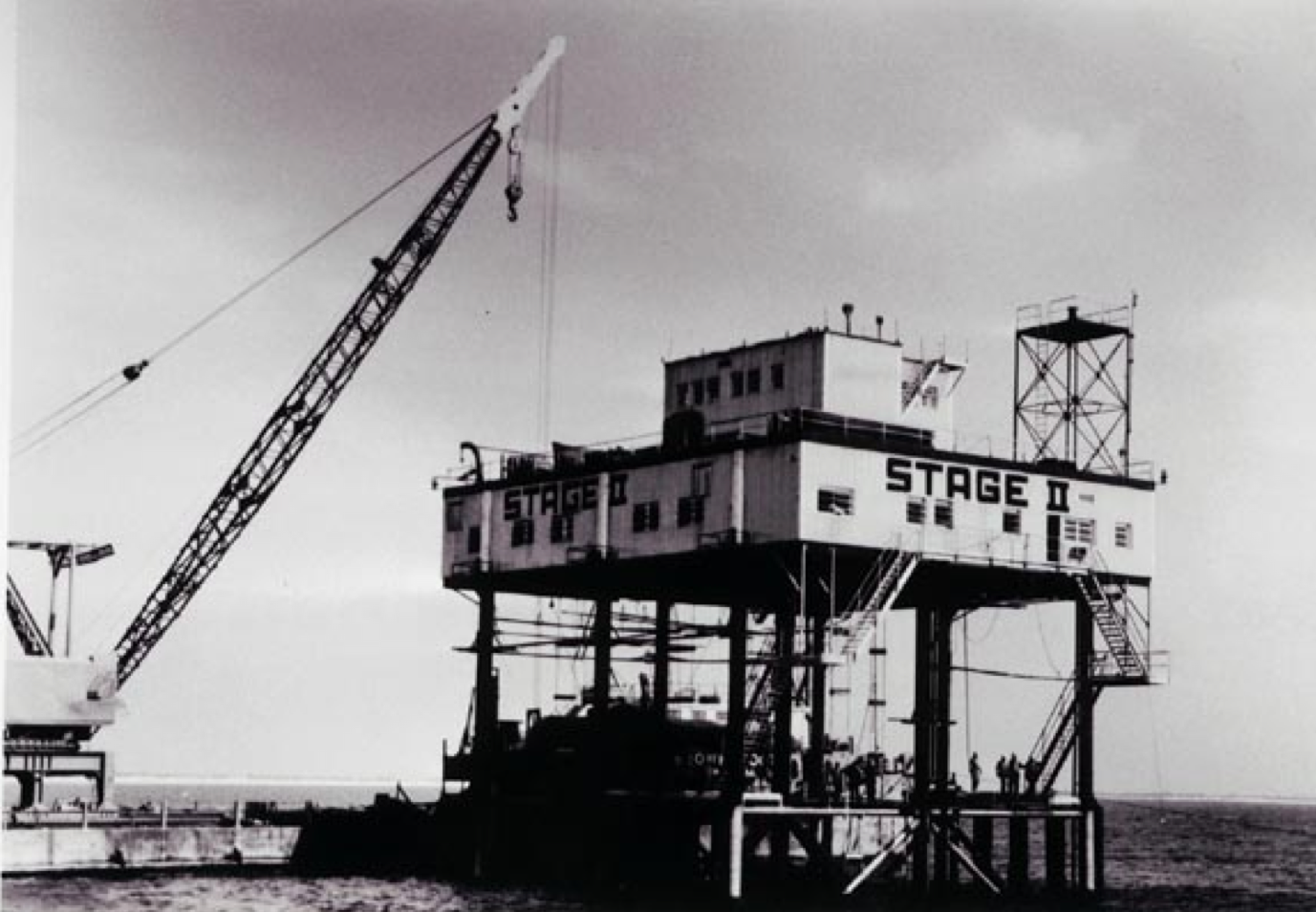
Stage II in aanbouw met de Herman B

In 1957 bouwde het voor het U.S. Navy Mine Defense Laboratory twee platforms voor de kust van Panama City in Florida, Stage I en Stage II. Deze werden geplaatst door de Herman B en de L.T. Bolin.
In 1982 kreeg het consortium Raymond, Brown & Root en Mowlem (RBRM) de opdracht voor uitbreiding van de vliegbasis en haven van Diego Garcia.
In 1988 kreeg Brown & Root met Vinnell (VBR) het contract voor het onderhoud van Vliegbasis Incirlik.

### Vietnam
In 1964 vond het Tonkin-incident plaats. Dit was de casus belli waar de Amerikanen naar op zoek waren geweest om de Vietnamoorlog te escaleren en dit werd dan ook gevolgd door de Tonkin-resolutie waarmee president Johnson de bevoegdheid kreeg voor militair optreden zonder een formele oorlogsverklaring met goedkeuring van het Congres.
Dit betekende een sterke uitbreiding van de militaire aanwezigheid en hiervoor moesten bases, landingsbanen, havens, wegen en bruggen worden gebouwd. In 1965 trad Brown & Root toe tot een conglomeraat met Raymond International, Morrison-Knudsen en J.A. Jones. De groep werd bekend als RMK-BRJ en zou tussen 1965 en 1972 voor meer dan twee miljard dollar bouwen. Het aandeel van Brown & Root was 20% en daarmee was het voor hen de grootste opdracht ooit. Op het hoogtepunt in 1967 had RMK-BRJ 51.000 man aan het werk en wist zo de infrastructuur sterk te verbeteren.
De opdracht was wederom als cost-plus contract gegund, wat de ingebouwde perverse prikkel heeft om kosten op te voeren. In Vietnam ging dit echter verder en eind 1966 schatte de New York Times dat 40% van het budget opging aan corruptie. Hierop werd het General Accounting Office ingeschakeld dat in mei 1967 tot de conclusie kwam dat 120 miljoen dollar aan uitgaven niet verantwoord kon worden. Het Pentagon nam een deel van de schuld op zich toen het stelde dat het de kosten te laag had ingeschat, maar het beeld dat de bedrijven oorlogsprofiteurs waren, werd steeds sterker. Hoewel George Brown Johnson meerdere malen had gewaarschuwd de oorlog in Vietnam niet te laten escaleren, was duidelijk dat er tijdens de Vietnamoorlog minder vergevingsgezindheid was op dit vlak dan tijdens de Tweede Wereldoorlog. Waar kritiek toen gezien werd als antipatriottisch, werd George Brown nu een van de gezichten van een oorlog waartegen de anti-Vietnambeweging protesteerde. De oorlog maakte Brown & Root in 1969 echter wel het grootste bouwbedrijf van de Verenigde Staten met een omzet van 1,6 miljard dollar.

## Offshore
Na de Tweede Wereldoorlog werd voor de offshore een aparte dochteronderneming opgezet, Brown & Root Marine Operators. De eerste activiteiten op dat vlak vonden echter al eerder plaats.

### Landoperaties op zee
In de jaren 1920 werd begonnen met olie-exploratie en -winning in de moerassen, meren en baaien van Louisiana en Texas. Dit gebeurde veelal vanaf houten platforms, vanaf de jaren 1930 ook wel vanaf afzinkbare platforms die sneller verplaatst konden worden. Brown & Root begaf zich in deze markt toen Humble Oil in de Baai van Galveston een houten platform gebouwd wilde hebben. De baai was beschut, zodat het platform niet bestand hoefde te zijn tegen golfkrachten. Het bedrijf legde hier in 1936 ook zijn eerste pijpleiding onder water, een kort stuk van een offshoretank naar de wal. De leiding werd aan de wal gelast, met drijvers het water ingetrokken en daarna afgezonken.
Een stap verder ging het in 1937 in de Golf van Mexico voor Pure Oil en Superior Oil. Brown & Root bouwde voor het Creoleveld het tot dan toe grootste platform van de Golfkust. Dit houten platform was 60 bij 100 meter en stond in een waterdiepte van 15 meter. Dit bevond zich anderhalve kilometer uit de kust. In maart 1938 produceerde dit de eerste olie in de Golf van Mexico.
In 1938 werd voor de kust bij McFaddin voor Humble naar een platform een schraagbrug aangelegd van zo'n anderhalve kilometer. Hier werd echter onvoldoende olie gevonden, terwijl de houten constructie niet stevig genoeg was, zeker niet toen in augustus een orkaan overkwam.
Uit dit alles bleek dat er onvoldoende kennis van weer, golven en bodem was om hierop in te kunnen spelen. Om dit te compenseren werden er extra veel palen geheid. Dit stickbuilding maakte de constructie duur. Daarnaast bleek door de vele droge putten ook dat dit een kostbare manier van exploratie was, aangezien de schraagbrug en het platform niet eenvoudig te verplaatsen waren. Ook logistiek moest er nog veel verbeterd worden. Zonder accommodatie op de platforms moesten bemanningen elke dag heen en weer reizen, wat niet altijd mogelijk was in mist of slecht weer. Maar vooral bleken de tekortkomingen van wat in feite het uitvoeren van een operatie op zee alsof het op land was. Er moest een flinke stap gemaakt worden voordat er echt sprake was van offshore-installatie.

### Overgang
Tijdens de Tweede Wereldoorlog was er onvoldoende materiaal en mankracht om de inspanningen verder op zee voort te zetten. Na deze oorlog legde de Koreaanse Oorlog van 1950 tot 1953 een beslag op deze middelen en door de tidelands controversy vertraagde de olie-exploratie in de Golf ook tot 1953. Dit laatste betrof de strijd tussen de staten en de federale overheid over de zeggenschap over de kustwateren. Tot 1947 kregen oliemaatschappijen concessies van de staten, maar na de zaak United States vs. California werd dit de federale overheid. In 1953 werd met de Submerged Lands Act bepaald dat de staten zeggenschap hadden over de eerste drie mijl. Het gebied daar voorbij viel volgens de Outer Continental Shelf Lands Act onder de federale overheid.

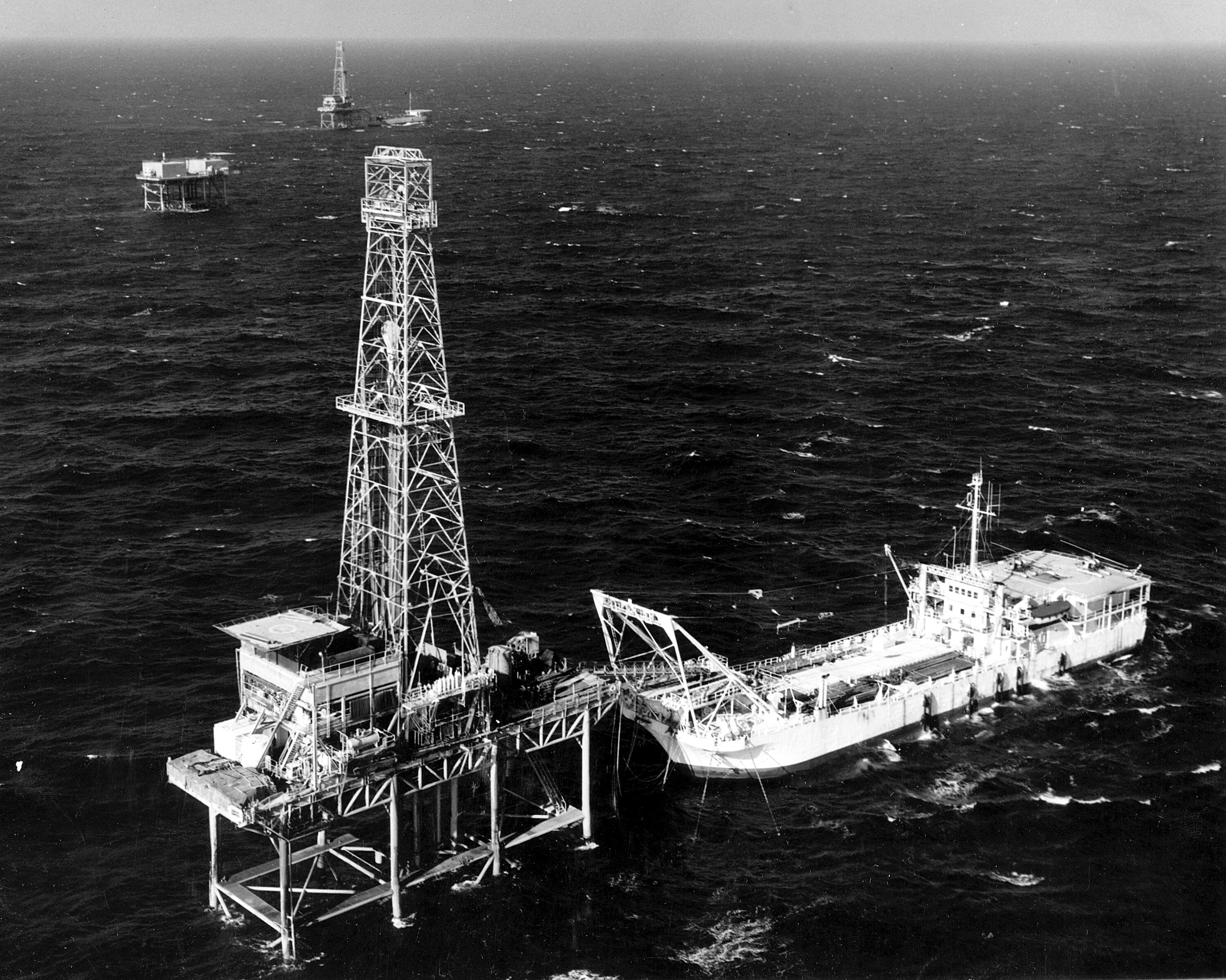
Typische platform-tendercombinatie

In 1946 verkreeg Kerr-McGee een concessieblok van Louisiana in Ship Shoal Block 32. Als alternatief voor de relatief grote platforms volgens de stickbuilding-methode, werd gekozen voor een klein platform met daarbij een tender waarop zich alle apparatuur, boorbenodigdheden en accommodatie bevond. Deze methode leek slechts zo'n 25% te kosten van de grote platforms. Kerr-McGee liet een YF-ponton ombouwen tot de tender Frank Phillips. Dit had ook als voordeel dat de bemanning niet meer elke dag hoefde te pendelen. Het verhuurde een ander YF-ponton aan Brown & Root die het om liet bouwen tot de Herman B. Daarmee werd het platform Kermac 16 gebouwd waarvoor de Frank Phillips als tender diende. De Kermac 16 boorde op 14 oktober 1947 olie aan en was daarmee de eerste olieproducerende put buiten het zicht van de kust. In mei 1948 was er voldoende transportcapaciteit, zodat de put kon beginnen te produceren.
Het platform-tenderconcept was belangrijk om de kosten omlaag te brengen, vooral daar waar droge putten werden aangeboord. De tender was eenvoudig te verplaatsen en ook het kleine platform kon tegen lagere kosten dan nieuwbouw verplaatst worden. Het werd dan ook populair tussen 1947 en 1953.
Grotere platforms werden nog wel gebouwd en daar werd de cruciale overgang gemaakt naar stalen onderstellen (jackets) die aan land werden gefabriceerd. Humble liep voorop met dit ontwerp dat door W. Horace Wallace Company in 1947 werd geplaatst in Grand Isle Block 18. Doordat een groot deel van de fabricage aan de wal plaatsvond, was dit goedkoper dan de grote platforms voor de Tweede Wereldoorlog, terwijl installatie eenvoudiger en de constructie sterker was. De fundatiepalen werden door de poten van het jacket geheid en er daarna aan vastgelast. Daarop werden de deksecties gehesen en vastgelast. Een dergelijk groot platform was echter nog steeds duur en aanvankelijk viel de productie hier tegen, zodat zij daarna 19 LST's aankochten en om lieten bouwen tot tenders. J. Ray McDermott plaatste rond deze tijd een vergelijkbaar platform voor Superior.
Tegen 1953 waren veel van de aanloopproblemen opgelost. Met de tidelands controversy uit de weg en een verbeterde seismiek, namen de activiteiten daarna sterk toe. Tot dan was negentig procent van de putten geboord met de tender-platformcombinatie, maar het surplusmateriaal uit de oorlog raakte op, zodat er nieuwbouw gepleegd moest worden, waardoor de prijzen sterk stegen. Ook was deze combinatie minder geschikt voor dieper water en werd er veel tijd verloren in slecht weer als de tender niet goed langszij het platform kon blijven. Mobiliteit was het sleutelwoord voor proef- en evaluatieboringen en in deze periode begon de ontwikkeling van het hefplatform (jack-up), het afzinkbare platform (submersible), gevolgd door het boorschip en het halfafzinkbaar platform (semisubmersible).
Voor productieplatforms bleven jackets echter de aangewezen methode. McDermott en Brown & Root waren de twee overgebleven grote aannemers die beiden investeerden in grotere werkschepen, grotere pontons om de jackets en dekken op te transporten, grotere stoomhamers om de fundatiepalen te heien en offshorewerven waar zoveel mogelijk prefabricatie plaatsvond.

### Buiten zicht van land
| Schip                    | Jaar | Capaciteit (shortton) | Type |
| ------------------------ | ---- | --------------------- | ---- |
| Herman B                 | 1946 | 35                    | DB   |
| L.T. Bolin               | 1945 | 35                    | DB   |
| BAR 103                  |      |                       | BB   |
| M 140 (BAR 140)          | 1955 |                       | LB   |
| M 173 (BAR 173)          | 1955 |                       | DB   |
| H.A. Lindsay (BAR 147)   | 1956 | 250                   | DB   |
| BAR 159                  |      |                       | BB   |
| M 210 (BAR 210)          | 1957 |                       | LB   |
| M 211 (BAR 211)          | 1957 |                       | LB   |
| L.E. Minor (BAR 207)     | 1958 |                       | LB   |
| Sample No. 2             | 1958 |                       | LB   |
| BAR 280                  | 1961 |                       | LB   |
| M 228 (BAR 228)          | 1962 |                       | BB   |
| Foster Parker            | 1965 | 500                   | DB   |
| Atlas                    | 1965 | 500                   | DB   |
| Hugh W. Gordon (BAR 264) | 1966 | 500                   | DLB  |
| George R. Brown          | 1966 | 550                   | DB   |
| Global Adventurer        | 1966 | 250                   | DB   |
| BAR 263                  |      |                       | BB   |
| BAR 265                  | 1966 |                       | LB   |
| BAR 266                  | 1966 |                       | BB   |
| Hercules (BAR 270)       | 1967 | 500                   | DB   |
| L.B. Meaders (BAR 269)   | 1967 | 250                   | DLB  |
| BAR 278                  | 1967 |                       | LB   |
| BAR 279                  | 1967 |                       | BB   |
| BAR 282                  | 1968 |                       | LB   |
| BAR 289                  | 1969 |                       | DB   |
| BAR 297                  | 1970 |                       | DB   |
| BAR 316                  | 1973 |                       | BB   |
| BAR 323                  | 1973 |                       | LB   |
| BAR 324                  | 1973 |                       | LB   |
| BAR 331                  | 1974 |                       | LB   |
| BAR 332                  | 1973 | 600                   | DLB  |
| BAR 334                  | 1973 | 100                   | DB   |
| BAR 333                  | 1974 | 275                   | DLB  |
| BAR 355                  | 1975 |                       | LB   |
| BAR 356                  | 1975 |                       | BB   |
| BAR 347                  | 1976 |                       | LB   |
| Ocean Builder I          | 1978 | 2000                  | DLB  |
| BAR 397                  | 1979 |                       | DB   |
| Choctaw II (BAR 423)     | 1979 | 800                   | DLB  |
| Semac I (BAR 420)        | 1982 |                       | LB   |
| BAR 437                  | 1984 | 2000                  | DB   |

Brown & Root maakte gebruik van de Herman B en de vergelijkbare L.T. Bolin met kranen van 35 shortton. W. Horace Williams gebruikte een omgebouwde LST met een kraan van 50 shortton en McDermott van een drijvende havenkraan. In 1949 bracht McDermott echter de Derrick Barge 4 in de vaart met een kraancapaciteit van 150 shortton. In 1953 had het een tweede ponton met een kraan van 250 shortton in gebruik. Daarmee konden grotere jackets worden geplaatst in dieper water. Brown & Root rustte daarop de Herman B uit met een 75 shortton zwenkende portaalkraan en een 250 shortton hamerkopkraan, terwijl de L.T. Bolin een hamerkopkraan kreeg van 300 shortton. In 1956 werd de H.A. Lindsay opgeleverd, het eerste nieuwbouwkraanschip, dat een kraancapaciteit had van 250 shortton.
In 1956 bouwde het voor de CATC-groep (Continental, Atlantic Richfield, Tidewater en Cities Service) in Grand Isle Block 43 een van de grootste platforms tot dan. Het weerstond orkaan Flossy mede doordat het jacket hoger was gebouwd dan gemiddeld.
In 1958 namen de exploratieactiviteiten sterk af, veroorzaakt door de Eisenhowerrecessie, een overaanbod van olie en minder olievondsten. Hoewel exploratie afnam, nam de productie wel toe, onder meer door verbeterde technieken. Een moment van consolidatie trad op, waarbij bestaande technieken verbeterd werden.
Met toenemende waterdieptes werden de jackets ook steeds groter. De kraanschepen werden ook groter, zoals de Foster Parker in 1965 met 500 shortton en de George R. Brown in 1966 met 550 shortton. Zo had Brown & Root aan het einde van de jaren 1960 een derde van de wereldwijde offshore-installatiemarkt in handen met een vloot van meer dan 100 schepen.

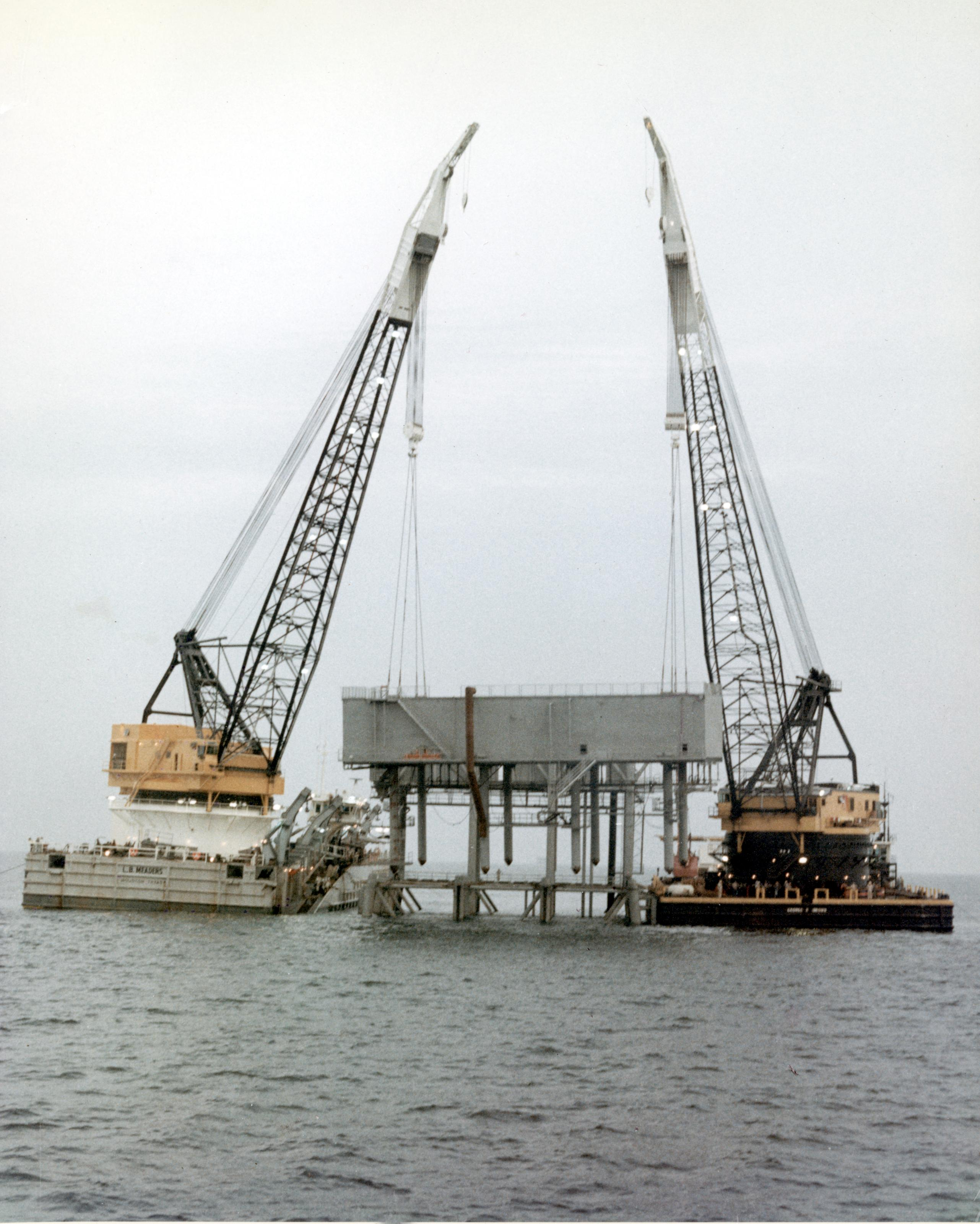
L.B. Meaders en George R. Brown tijdens een tandemhijs, ca. 1967. Aan stuurboord van de L.B. Meaders is de helling met pijpenleginstallatie te zien

Grotere jackets werden gehesen door twee kraanpontons in tandem, maar ook dit bereikte een limiet. Vanaf 1967 werden grote jackets daarom gelanceerd door het ponton waarmee ze buitengaats werden gebracht, zover te ballasten tot het jacket in het water gleed. Daarvoor moesten de transportpontons aangepast worden en ook de jackets moesten verzwaard worden om de belasting tijdens het lanceren te verwerken.
De eerste twintig jaar na de Tweede Wereldoorlog was de sterkte van orkanen beperkt gebleven en leken de platforms te voldoen. Na orkaan Hilda in 1964, orkaan Betsy in 1965 en orkaan Camille in 1969 van de vierde en vijfde categorie werd echter duidelijk dat dit niet het geval was. Veel platforms ontworpen voor een 25-jarige storm werden verwoest of beschadigd. Daarna werden stevigere en hogere platforms ontworpen. Ontwerpmethodes verbeterden en er werd minder gebruik gemaakt van vuistregels en meer van modellen, in toenemende mate doorgerekend door computers met onder meer FRAN. Halverwege de jaren 1960 werd ook begonnen met 3D-CAD en de eindige-elementenmethode. Er ontstond ook meer samenwerking tussen de concurrerende bedrijven.
Al deze ontwikkelingen hadden het mogelijk gemaakt om de offshoreolie rendabel te houden in een periode dat de olieprijs rond de 2 à 3 dollar lag voor West Texas Intermediate. Door het in 1959 ingestelde Mandatory Oil Import Quota Program lag dit rond een dollar hoger dan Arabian Light. Met de oliecrisis van 1973 traden sterke prijsstijgingen waardoor gebieden rendabel werden die dat eerder niet waren. Dit waren vooral de Noordzee en het diepere water van de Golf van Mexico.
In dieper water nam de dynamische belasting aanmerkelijk toe doordat de hogere platforms een eigenfrequentie hadden die in de buurt kwam van veel voorkomende golffrequenties. Dit bracht nieuwe ontwerpuitdagingen met zich mee. Om de grotere jackets te kunnen bouwen, werd in 1976 een grotere werf geopend op Harbor Island bij Corpus Christi, op redelijke afstand van de bestaande werf aan Greens Bayou bij Houston. Voor Chevron werd daar voor Garden Banks Block 236 een jacket gebouwd van 217 meter hoog. Het werd in augustus 1979 gelanceerd vanaf de BAR 376, met een lengte van 177 meter en een breedte van 49 meter het toenmalig grootste lanceerponton ter wereld. Een jaar later werd voor Atlantic Richfield in Mississippi Canyon Block 148 een platform gezet in een waterdiepte van 198 meter.
Dit alles was echter een doorontwikkeling van bestaande concepten. Voor grotere waterdieptes werd de guyed tower ontworpen door Exxon dat de eerste toepassing zag voor het Lena-veld. Brown & Root kreeg in 1981 de opdracht voor de bouw en installatie van het platform. Nadat het zijwaarts was gelanceerd vanaf de BAR-376, installeerde de in 1979 overgenomen Ocean Builder I het platform in 1983. Daarna bevestigde de Atlas I de tuidraden. De Atlas I was daartoe speciaal uitgerust met een dynamisch positioneringssysteem.

### Meer van Maracaibo
Op 14 december 1922 kondigde een blow-out van negen dagen de olietoekomst aan van Venezuela. Venezuelan Oil Concessions (VOC) had het La Rosaveld aangeboord bij Cabimas aan de oostkust van het Meer van Maracaibo. Put Barroso II spuwde per dag 100.000 vaten olie. Het zette de ontwikkeling in van de olie-industrie in Venezuela.
In 1952 begon Brown & Root hier toen het van Creole, onderdeel van Standard Oil of New Jersey, de opdracht kreeg om een gasinjectiestation te bouwen voor het Tía Juanaveld. Dit werd in 20 meter waterdiepte geplaatst op betonnen palen. De eerder gebruikte houten palen werden aangevreten door paalwormen (teredo navalis) en staal was problematisch vanwege het corrosieve milieu in het meer. Nog twee stations volgden voor hetzelfde veld en in 1960 nog een voor het Bachaqueroveld. Dit alles werd aan elkaar gekoppeld met een leidingstelsel dat werd gelegd door de M-211.
De L.T. Bolin werd hier ook ingezet om de boortorens te verplaatsen van platform-tendercombinaties. Met dieper water werden ook hier stalen jackets geplaatst, maar corrosie was ook hier een probleem. Kathodische bescherming met opofferingsmetaal of opgedrukte stroom bleek niet succesvol. Aluminium was een alternatief dat vooral door McDermott werd toegepast. Brown & Root plaatste zo ook enkele platforms, maar de fundatiepalen waren nog steeds van staal, waardoor het aluminium jacket een grote opofferingsanode werd. Isolatie tussen palen en jacket was problematisch, zodat Brown & Root besloot over te gaan op voorgespannen beton. De ervaring opgedaan tijdens de bouw van de Lake Pontchartrain Causeway hielp daarbij. Het ging in 1957 een joint venture aan met Raymond Concrete Pile, maar had aanvankelijk de nodige tegenslag. Deze werd uiteindelijk overwonnen en zelfs dusdanig dat de nodige betonnen platforms vervanging waren van gecorrodeerde platforms van McDermott. Deze verdween uiteindelijk uit het meer en daarna werden de meeste platforms geplaatst door de joint venture en Constructora Heerema, het bedrijf van Pieter Schelte Heerema.
Heerema vertrok echter terug naar Nederland en eind jaren 1960 had Brown & Root negen van de tien installaties op het meer ontworpen. Een van de grootste projecten was Menegas I voor Mene Grande Oil Company. Opmerkelijk hier was dat het voor een groot deel werd geprefabriceerd op de werf in Greens Bayou, waardoor de installatietijd met bijna een jaar werd teruggebracht. Na transport naar het Meer van Maracaibo werden de secties geïnstalleerd door de Atlas.

### Pijpleidingen
De volgende opgave was de olie aan de wal te krijgen. Pijpleidingen werden tot dan gelegd door ze aan de wal aan elkaar te lassen en dan drijvend naar locatie te slepen en af te zinken. In 1954 werd de Herman B uitgerust met een licht gebogen baan aan de zijkant (side ramp) waar de pijpleiding aan elkaar gelast kon worden. Ook de L.T. Bolin werd omgebouwd tot pijpenlegger en in 1956 de pontons M-211, M-140 en Sample No. 2. De M-211 was de eerste die werd uitgerust met een stinger, een constructie die als externe helling fungeerde om de pijpleiding te ondersteunen en zo de buigbelasting te verminderen.
In 1958 werd met de L.E. Minor de eerste nieuwbouwpijpenlegger in de vaart genomen waarmee grotere waterdieptes binnen bereik kwamen. Stingers namen toe in lengte tot meer dan honderd meter, maar werden bij grotere waterdieptes onpraktisch lang. De volgende stap was een articulated stinger, een scharnierende helling naar een octrooi van Shell.
Daarnaast werd een spanrol (tensioner) ontwikkeld waarbij met een serie van banden aan de pijpleiding werd getrokken. Door de spankracht die met dit catenary system of kettinglijnsysteem op de pijpleiding werd geïntroduceerd kon deze zichzelf deels ondersteunen. Dit werd voor het eerst toegepast voor Shell bij het Marlin System in West Delta en daarna voor Southern Natural Gas.
Bij veel werk was duiken noodzakelijk en daarbij maakte Brown & Root in toenemende mate gebruik van Taylor Diving. In 1968 nam Halliburton Taylor Diving over en maakte het onderdeel van Brown & Root. Met die steun wist Taylor Diving technieken als saturatieduiken en hyperbaar lassen te ontwikkelen en werd het in de jaren 1970 het grootste duikbedrijf ter wereld.

### Californië en Alaska
Het eerste werk in Californië voor Brown & Root in de offshore was een haalbaarheidsstudie voor Shell voor een platform in 80 meter waterdiepte. Het grote verschil met de Golf van Mexico was dat hier ook rekening moest worden gehouden met aardbevingen. Hier was echter weinig over bekend. De Structural Engineers Association of California (SEAOC) had wat richtlijnen, maar deze waren gericht op landconstructies. Enige expertise was aanwezig bij Caltech en de Universiteit van Californië, maar tot begin jaren 1970 was er maar weinig kennis op dit vlak.
In Californië, waar veel olie op natuurlijke wijze naar de oppervlakte lekt uit seeps, werd olie al aan het einde van de negentiende eeuw geëxploiteerd vanaf pieren net uit de kust. Constructie verder offshore moest wachten tot in 1953 de tidelands controversy was opgelost. In 1958 werden de eerste grote blokken in concessie gegeven. Brown & Root wist ook hier een belangrijke rol te spelen. In 1969 voltrok zich echter in het Dos Cuadrasveld de olieramp bij Santa Barbara, de grootste olieramp in de Verenigde Staten tot dan toe. De staat gaf daarna geen nieuwe concessies meer uit en vanaf 1982 de federale overheid ook niet meer voor hun deel.
Meer naar het noorden in Alaska waar in de Cook Inlet in 1957 het Swanson Riverveld werd ontdekt. Naast aardbevingen, moest hier ook rekening worden gehouden met sterke stroming en ijsschotsen. De combinatie van naast wind en golven ook stroom en ijs leverden viermaal zo grote zijwaartse krachten op als in de Golf van Mexico. De ontwerpen moesten hier dan ook op worden aangepast en werden voorzien van aanmerkelijk grotere poten waardoor ook de geleiders (conductors) en risers liepen. Ook moest staal voor lage temperaturen worden gebruikt.
De dekken bouwde Brown & Root bij de eigen werf in Greens Bayou, waarna deze via het Panamakanaal naar Alaska werden vervoerd. De jackets waren daarvoor te groot en zo bouwde Kaiser Steel in Oakland het jacket voor het Granite Pointveld van Mobil dat in 1966 werd geplaatst en bouwde American Pipe & Construction het jacket voor het McArthur Riverveld van Union-Marathon dat geplaatst werd in 1967.
Voor het Trading Bayveld van Union werd een geheel nieuw type platform ontworpen, een monopod. Deze was ontworpen om met zo min mogelijk staal om te gaan met de ijskrachten en getijdenverval van 10 meter. Deze toren met een diameter van 8,5 meter werd ook bij American Pipe & Construction gebouwd. Het platform voldeed, maar het ijs verzamelde zich tegen de grote cilinder en brak daarna in grote stukken af, wat het platform behoorlijk liet schudden. Dit maakte het oncomfortabel en het ontwerp sloeg dan ook niet aan.

### Noordzee

#### Gas
Brown & Root opende in 1959 een kantoor in Londen, maar op de Noordzee was aanvankelijk weinig offshoreactiviteit. Dit lag mede aan de zwaardere weersomstandigheden wat hoge kosten met zich mee zou brengen. Daarnaast werd gedacht dat er niet voldoende olie en gas te winnen zou zijn. Ook ontbrak internationale regelgeving over de verdeling van het continentaal plat. De Suezcrisis van 1956 maakte echter duidelijk dat Europa afhankelijk was van een politiek instabiel gebied, zodat gezocht werd naar alternatieven. Op 29 mei 1959 werd in Kolham de Slochterse gasbel ontdekt, waarmee het vermoeden rees dat ook in de Noordzee aardgas zou zijn te vinden en de grote oliemaatschappijen begonnen aan een zoektocht.
Voordat deze vondsten gedaan werden, werd in 1958 het Verdrag inzake het continentale plateau – tegenwoordig onderdeel van het VN-Zeerechtverdrag – afgesloten. In 1964 trad het in werking, zodat het continentaal plat van de Noordzee verdeeld werd tussen de aangrenzende landen. Deze verdeling voorafgaande aan de vondsten lieten het proces daarna aanmerkelijk soepeler verlopen dan in gebieden waarin dit andersom het geval was.
Brown & Root had echter nauwelijks materiaal beschikbaar voor de Noordzee en ging daarom eind 1963 een joint venture aan met Heerema waarmee al op het Meer van Maracaibo samenwerking was geweest. Heerema had net de Global Adventurer om laten bouwen tot kraanschip met 200 shortton. Een van de eerste opdrachten daarmee was, buiten Brown & Root om, de installatie van het REM-eiland waar Heerema aandeelhouder in was. Het merendeel van het werk in 1964-65 betrof het plaatsen van boorputbeschermingsplatforms in de Duitse Bocht voor Deutsches Nordsee-Konsortium, een consortium van tien maatschappijen met Amoco Hanseatic als operator. Het Duitse deel van de Noordzee leek met put Nordsee B-1 veelbelovend, maar met 90% stikstof bleek dit niet commercieel en ook andere putten in de Duitse Bocht bleken droog of niet rendabel.
Conoco vroeg de joint venture om een mobiel platform te bouwen voor proefboringen. Dit werd de Conoco I, gebouwd door De Groot Zwijndrecht en bestaand uit twee platformen, een met zes poten en een met vier poten. Op locatie aangekomen in mei 1965 bleek de waterdiepte echter groter dan aangegeven, waarop de Global Adventurer het platform een halve mijl verderop neerzette waar het minder diep was. In december boorde het put 49/17-1 en vond daarmee het Viking-veld. Tijdens het verplaatsen van Conoco I in 1966 met de net opgeleverde Atlas ging het mis toen de hijsmotor van een van de hijsblokken faalde en de last scheef kwam te hangen. Onderweg naar de Humber sloeg de last door het slechte weer tegen de bok die daardoor zwaar beschadigde. Daarop werd bij RDM de bok vervangen door de kraan die origineel al geplaatst zou worden.
Vlak voor Viking werd het West Sole-veld aangeboord. Hiervoor kreeg Brown & Root-Heerema de opdracht om productieplatforms te ontwerpen en bouwen. Van de Britse werven bood alleen Humber Graving Dock met een leveringstijd van vier maanden. Nederlandse werven konden veel sneller leveren, zodat alle platforms daar gebouwd werden, waarna ze geplaatst werden met de Global Adventurer en de Atlas. In 1966 werd de Hugh W. Gordon opgeleverd die een 16 inch pijpleiding legde naar Easington. De sleuvengraver M 228 werd gebruikt om de pijp te begraven, maar deze bleek moeilijk overweg te kunnen met kleibodem. Daarop liet Brown & Root de BAR 279 bouwen bij de RDM.
De joint venture bevatte weinig bepalingen over strategie en verantwoordelijkheden en zo ontstond wrijving tussen Heerema en Brown & Root. Uiteindelijk resulteerde dit in 1966 in de beëindiging van de joint venture, waarbij Heerema werd uitgekocht onder het beding dat hij twee jaar lang geen kraanschepen mocht exploiteren.
Brown & Root beschikte nu over de Global Adventurer en de Atlas en daarmee een dominante positie op de ontluikende Noordzeemarkt, een positie die versterkt werd met onder andere de Hugh W. Gordon en de Hercules. Ook de L.B. Meaders werd ingezet op de Noordzee.

#### Olie
De hoop om naast gas ook olie aan te treffen was bijna opgegeven toen Ekofisk eind 1969 en Forties in 1970 werden ontdekt. Het zette een schaalvergroting in gang voor Brown & Root en andere aannemers die nog eens versterkt werd met de scherpe stijging van de olieprijs in 1973.
Een van de uitdagingen was de grotere waterdiepte. Waar die in de zuidelijke Noordzee zo'n 30 meter was, lag deze bij de nieuwe ontdekkingen tot voorbij de 100 meter. Golfhoogtes en daarmee golfkrachten waren de volgende uitdagingen, want ook deze waren hoger dan in het zuiden en zeker dan in de Golf van Mexico. Dit alles betekende dat de platforms aanmerkelijk groter werden. Daarmee moest de constructie van het onderstel ook veranderen. In plaats van de fundatiepalen door de poten te voeren – through leg jackets – kregen de poten aan de onderzijde enkele bussen waardoor de palen werden geheid – skirt pile jackets. De fundatiepalen hoefden dan niet meer de waterdiepte te overbruggen.
Voor Ekofisk werd Brown & Root aangesteld als consultant door Phillips, dat zelf weinig offshore-ervaring had. Phillips wilde het veld zo snel mogelijk ontwikkelen. Om Ekofisk en de velden eromheen te ontwikkelen, werd bijna 6 miljard dollar geïnvesteerd, wat het na de Trans-Alaskapijpleiding de grootste private investering van dat moment maakte. Er werden dan ook naast Brown & Root andere aannemers ingezet om platforms te bouwen en te installeren en pijpleidingen te leggen.
De grenzen werden verlegd met de ontwikkeling voor het Fortiesveld. De waterdiepte was hier tot rond de 130 meter en het gewicht van de dekken lag zo'n viermaal hoger dan bij eerdere platforms, wat nieuwe eisen naar voren bracht. Ook British Petroleum wilde dit veld zo snel mogelijk ontwikkelen en leende 936 miljoen dollar, een van de grootste leningen van dat moment. BP stelde Brown & Root aan als hoofdaannemer dat met George Wimpey de joint venture Highland Fabricators opzette. De werf voor Highland Fabricators moest nog gebouwd worden en werd een half jaar na het tekenen van het contract voltooid in Nigg Bay, inclusief het grootste droogdok van Europa. Twee platforms werden gebouwd door Highland Fabricators en twee andere in Graythorp door een joint venture van Laing Offshore en ETPM.
De dekken waren te zwaar voor de kraanschepen van die tijd en werden in modules gebouwd, waarvan er vijf meer dan duizend shortton wogen. Hiervoor werd het toenmalig grootste kraanschip ingezet, de Thor van de oude zakenpartner van Brown & Root, Heerema. De Fortiespijpleiding naar Cruden Bay werd gelegd door Brown & Root en Saipem.
Bij Frigg was Brown & Root in 1974-76 een van de aannemers voor de installatie van de dekken en een deel van het leggen van de pijpleidingen. Voor Ninian werden twee platforms gebouwd voor een waterdiepte van 143 meter bij Highland Fabricators. Aan het begin van de ontwikkeling was er nog geen lanceerponton beschikbaar dat groot genoeg was voor de jackets die nodig waren bij deze waterdiepte. Voor Ninian South werd dan ook een zelfdrijvend jacket ontworpen. Ten tijde van de ontwikkeling van Ninian North was net de BAR 376 beschikbaar dat in juni 1978 gebruikt werd als lanceerponton. Bij Magnus nam de waterdiepte toe naar 186 meter en ook hier werd dan ook een zelfdrijvend platform gebouwd bij Highland Fabricators dat in 1982 werd geplaatst.
De platforms op de Noordzee kregen steeds grotere dekken die niet in een keer konden worden gehesen met een kraanschip. Dit resulteerde eerder in enerzijds modulaire ontwerpen waarbij een module support frame (MSF) op het jacket werd geplaatst met daarop een aantal modules, en anderzijds steeds grotere kraanschepen. Brown & Root zocht een alternatief in de float-over-methode. In plaats van een reeks dekmodules werd een geïntegreerd Hi-Deck gebouwd dat daarna op een ponton geladen werd. Daarna werd dit boven het onderstel gemanoeuvreerd en daar door middel van een float-over op geplaatst. Zo werd in 1983 een Hi-Deck geplaatst op het Maureenplatform en in 1984 op het Hutton-TLP.
Het tension-leg platform voor Hutton was net als de compliant tower een methode om in dieper water te ontkomen aan de dure optie van een jacket. Het Hutton-TLP was een drijvend platform, vergelijkbaar met een zeer groot halfafzinkbaar platform, dat aan de zeebodem werd vastgemaakt met verticale buizen.

#### Vertrek
Voor de ruwe omstandigheden op de Noordzee bleek steeds meer dat het pontonconcept dat zo succesvol was in de Golf van Mexico, hier minder voldeed. Waar Brown & Root lange tijd de enige pijpenlegger was geweest op de Noordzee, ontstond er begin jaren 1970 een toeloop van andere bedrijven, zeker na de sterke stijging van de olieprijs in 1973. Santa Fe had al in 1969 de halfafzinkbare Choctaw I in de vaart gebracht en andere pijpenleggers volgden dit concept, met de Choctaw II in 1974, de Viking Piper in 1975 en de Semac I in 1976. In 1974 had Brown & Root met Oceanic Contractors en Sedco als het consortium Bos Company een opdracht gegeven aan de RDM voor de bouw van een dergelijke halfafzinkbare pijpenlegger onder bouwnummer 339. De kosten van dit type pijpenlegger lagen echter wel aanmerkelijk hoger, zodat het consortium ontbonden werd voordat de BOS I gebouwd was en Brown & Root alleen doorging door de BAR 347 te laten bouwen. Dit was wederom een ponton, maar dan aanmerkelijk groter, zodat het op grotere waterdieptes kon werken. Al snel bleek het te weinig competitief op de Noordzee en vertrok het naar de Golf van Mexico.
Om in deze markt een rol te kunnen blijven spelen, werd in 1979 de Choctaw II aangekocht en in 1982 de Semac I, aangeduid als respectievelijk BAR 423 en BAR 420. In 1978 was al de Ocean Builder I overgenomen. Deze gecombineerde pijpenlegger-kraanschip had een conventionele scheepsvorm en een kraan van 2000 shortton. In 1984 werd het kraanschip Sarita overgenomen als BAR 437. Hiermee moest Brown & Root meedoen in de race om steeds grotere kraanschepen. Ook hier waren ze terughoudend geweest vanwege de grote investeringen die hiermee gemoeid waren en hadden zij zich meer gericht op alternatieven zoals het Hi-Deck waarbij de grotere capaciteit niet nodig was. Dit was echter onvoldoende aangeslagen en de concurrentie had wel geïnvesteerd. Ook hier werd gebruik gemaakt van het halfafzinkbare principe, vooral toen Heerema in 1978 de Balder en de Hermod in de vaart bracht. Deze waren uitgerust met twee kranen, een van 2000 shortton en een van 3000 shortton, en hadden een veel beter zeegedrag. In een klap waren vrijwel alle andere kraanschepen verouderd voor de Noordzeemarkt en veel schepen vertrokken dan ook naar andere regio's, waaronder Mexico waar net het Cantarell-veld was ontdekt.
In 1983 liet Brown & Root door Götaverken Arendal (GVA) een ontwerp maken voor een halfafzinkbaar kraanschip met een totale capaciteit van meer dan 11.000 shortton. Nadat echter bekend was geworden dat andere aannemers vergelijkbare schepen besteld hadden, zoals McDermott met de DB-102, trok Brown & Root zich hieruit terug.
In 1982 zette de olieprijs een langzame daling in, waardoor investeringen afnamen. Eind 1985 zette de olieprijs een scherpe daling in en dit bracht investeringen vrijwel tot stilstand. De hele industrie zocht naar oplossingen en zo ontstonden de nodige joint ventures. Brown & Root vond Saipem en in 1988 in European Marine Contractors (EMC) waarin beide een halfafzinkbare pijpenlegger inbrachten, Brown & Root de Semac I en Saipem de Castoro Sei. In 2002 nam Saipem het aandeel van Brown & Root over. Met Smit Internationale werden in 1990 de duikactiviteiten van Wharton Williams Taylor samengevoegd tot Rockwater waarna Smit in 1994 werd uitgekocht. In 1990 verkreeg Brown & Root Highland Fabricators in zijn geheel tot deze in 1995 fuseerde met McDermott tot BARMAC. Na de ramp met Piper Alpha op 6 juli 1988 werden veel platforms gemoderniseerd en werd Piper Bravo als vervanging gebouwd.
Op de Noordzee verdwenen de schepen van Brown & Root zo grotendeels en richtte het zich minder op installatie en meer op het ontwerp, de bouw en het projectmanagement. Door de lagere olieprijs waren projecten nu vooral kostengedreven en niet meer schemagedreven. Ook bij projectmanagement werd met allianties gewerkt, zoals bij de ontwikkeling van het Andrewveld waarbij Brown & Root, Santa Fe, Saipem, Highlands Fabricators, Allseas, Emtunga en Trafalgar House de risico's deelden.

### Mexico
In 1976 werd in de Golf van Campeche het Cantarell-veld, een van de grootste olievelden ter wereld ontdekt. Dit was een welkome vondst voor Pemex dat de productie al jaren zag dalen. Mexico moest in toenemende mate olie importeren, wat zeker na de oliecrisis van 1973 een kostbare aangelegenheid werd. Er was Pemex dan ook veel aan gelegen om het veld snel te ontwikkelen en daartoe werd Brown & Root aangezocht. Deze zette met Alfonso Barnetche Gonzalez, oud-medewerker van Pemex, de joint venture Proyectos Marinos op.
De snelheid waarmee Pemex het veld wilde ontwikkelen, betekende dat er in zeer korte tijd tientallen platforms gebouwd moest worden. Ook werden vijf schepen overgebracht vanuit de Noordzee waar het werk aan het afnemen was. Dit waren de pijpenlegger-kraanschip L.B. Meaders, de pijpenlegger-sleuvengraver BAR 280 en de kraanschepen H.A. Lindsay, BAR 297 en George R. Brown. Deze werden ondergebracht in de joint venture Corporacion de Construcciones de Campeche (CCC) die in 1977 was opgezet met Grupo Consorcio de Fabricaciones y Construcciones (Grupo CFC) van Félix Cantú Ayala. Ook Taylor Diving werd ingezet om te assisteren bij het pijpenleggen.

#### Ixtoc I

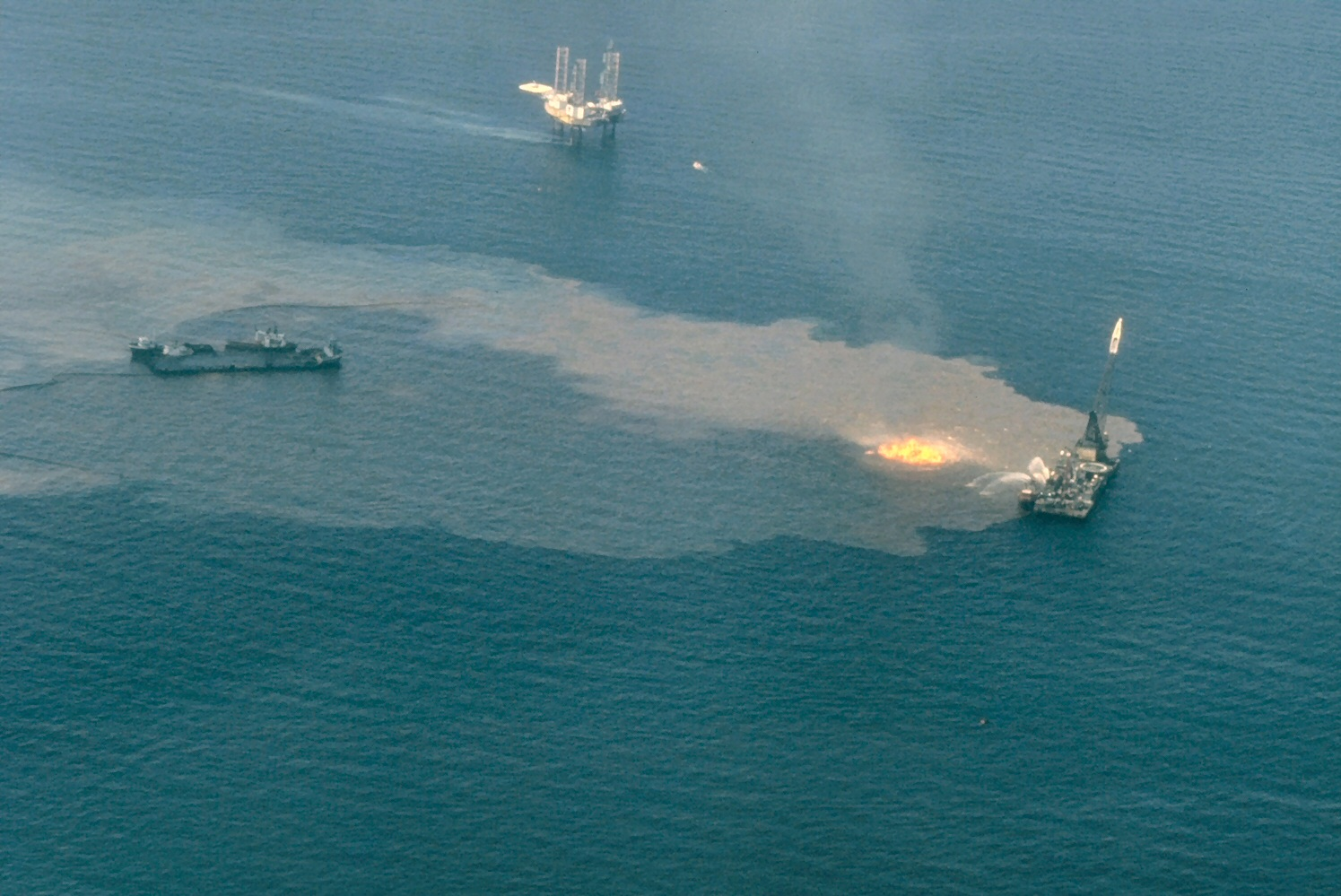
Kraanponton bij brandende olie van Ixtoc I

De ontwikkeling van het Cantarellveld ging in hoog tempo door en in de zomer van 1979 zou de eerste productie vanuit de subvelden Akal en Nohoch op gang komen. Op 3 juni vond er op het halfafzinkbare boorplatform Sedco 135 echter een blow-out plaats tijdens het boren van put Ixtoc I. De blow-out was niet onder controle te krijgen en resulteerde in een van de grootste olievlekken uit de geschiedenis.
Diverse vroege pogingen om de put te dichten mislukten. Brown & Root, dat al met veel materiaal aanwezig was, werd ook ingeschakeld bij deze pogingen. Bij een van de pogingen werd gepoogd de put te dichten met ruim 100.000 kogels van staal en lood. Deze werden ingebracht vanaf de L.B. Meaders. Een van de duikers van Taylor Diving, Alan Andersen, kwam op 15 augustus om het leven tijdens een duik om de effectiviteit van de kogels te bepalen.
Een andere poging werd voorgesteld door een ingenieur van Brown & Root, Harris Smith. Deze stelde op de BAR 289 aan Jorge Diaz Serrano, de directeur-generaal van Pemex, voor om een kegel over de put te zetten. Bovenop deze sombrero kwam een leiding naar een separator op het ponton dat olie, gas en water moest scheiden, waarna het afgefakkeld kon worden. Op 15 oktober werd de sombrero geplaatst door de Sarita en werd de olie opgevangen. Het ontwerp van de kegel voldeed echter niet geheel, zodat er nog olie kon ontsnappen. Al met al bleek ook dit nauwelijks een succes te noemen. Uiteindelijk werd de put gedicht op 22 maart doordat er een relief well, een verlichtingsput, geboord werd.

#### Voltooiing
De constructie en installatie van platforms, pijpleidingen en pompstations ging in de tussentijd door. Voor het Abkatunveld werd een olietanker omgebouwd tot FPSO en bij Cayo Arcas werd een meerboei geïnstalleerd met een opslagtanker, omdat de haven van Dos Bocas in de winter niet altijd goed toegankelijk is door de nortes.
In 1982 zette de olieprijs echter een daling in, terwijl de rente steeg. Dit drukte zwaar op de Mexicaanse economie dat grote investeringen had gedaan in de snelle ontwikkeling van het Cantarellveld en la crisis was het gevolg. Brown & Root had nog installatiewerk tot 1984, maar nieuwe opdrachten bleven uit en in 1986 werden de joint ventures opgeheven.

### Neergang
In 1977 werden Brown & Root en McDermott door de Ingram Corporation beschuldigd van samenspel en prijsafspraken. Samen domineerden zij de offshoreconstructiemarkt waarbij McDermott in 1978 40% van de wereldmarkt in handen had, Brown & Root 38%, andere Amerikaanse bedrijven waaronder Santa Fe 9% en buitenlandse aannemers 13%. Ingram stelde dat het daarmee uit de markt werd gedrukt en in 1971 gedwongen was zijn offshoretak te verkopen aan Oceanic, onderdeel van McDermott. Beide bedrijven ontkenden en uiteindelijk kwamen zij er vanaf met een boete van een miljoen dollar elk, al moest Brown & Root daarna tijdens civiele procedures nog eens 90 miljoen dollar betalen. Een van de directieleden van Brown & Root stelde later dat de overeenkomst met McDermott:
permitted us to receive contracts with an average profit mark-up of 25%, versus the 12½% we would have earned under legal contract bidding
Toen had Foster Parker, de directeur van Brown & Root, al zelfmoord gepleegd. Een jaar daarvoor waren tijdens een vliegramp in Anchorage, Alaska, ook al enkele directieleden omgekomen. Aangezien George Brown in 1975 was teruggetreden uit de directie, betekende dit alles een ernstige aderlating.
De daling van de olieprijs in 1982 had niet alleen gevolgen op de Noordzee. Tussen 1983 en 1987 werd twee derde van het personeel ontslagen en in 1990 werd de vloot van 23 schepen overgedaan aan Offshore Pipelines Inc. (OPI).

## Project Mohole
Project Mohole was een project om door de aardkorst te boren tot in de grenslaag met de aardmantel, de Mohorovičić-discontinuïteit, ook wel Moho genoemd. De eerste fase had met de CUSS I aangetoond dat boren vanaf een schip mogelijk was in waterdieptes tot 3500 meter. Daarop werd fase twee in gang gezet. Waar het dagelijks beheer tijdens de eerste fase in handen lag van de American Miscellaneous Society (AMSOC), werd besloten om dit voor de veel grotere tweede fase uit te laten voeren door professioneel bedrijf. Veel bedrijven schreven zich in op dit ambitieuze programma, waarvan er vijf geselcteerd werden. Bovenaan stond Socony Mobil, gevolgd door Global Marine-Aerojet-Shell Marine, Zapata Offshore, General Electric en als laatste Brown & Root.
Het ontbrak Brown & Root aan wetenschappelijke ondersteuning, maar zij stelden dat zij hiertoe in Houston terug konden vallen op Rice, Texas A&M en de Universiteit van Texas. Hoewel niet bovenaan de evaluaties, verkreeg het bedrijf op 20 juni 1962 uiteindelijk de opdracht van de National Science Foundation (NSF). Daarbij speelde een rol dat het bedrijf had bewezen grote projecten te kunnen beheren en mogelijk ook dat de NSF niet wilde dat een oliemaatschappij een voordeel behaalde ten opzichte van andere. De relatie met Johnson, ondertussen vicepresident, deed echter geruchten de ronde doen dat politieke invloed hier een rol had gespeeld.
Allereerst werd gezocht naar een geschikte locatie. De twee resulterende opties waren de Barracudabreuk bij Puerto Rico en de Hawaïaanse boog ten noordoosten van Maui. Uiteindelijk werd in januari 1965 voor de laatste gekozen omdat hier de afstand naar de mantel kleiner was en omdat de logistiek hier beter was. Boringen zouden eind 1967 moeten beginnen.

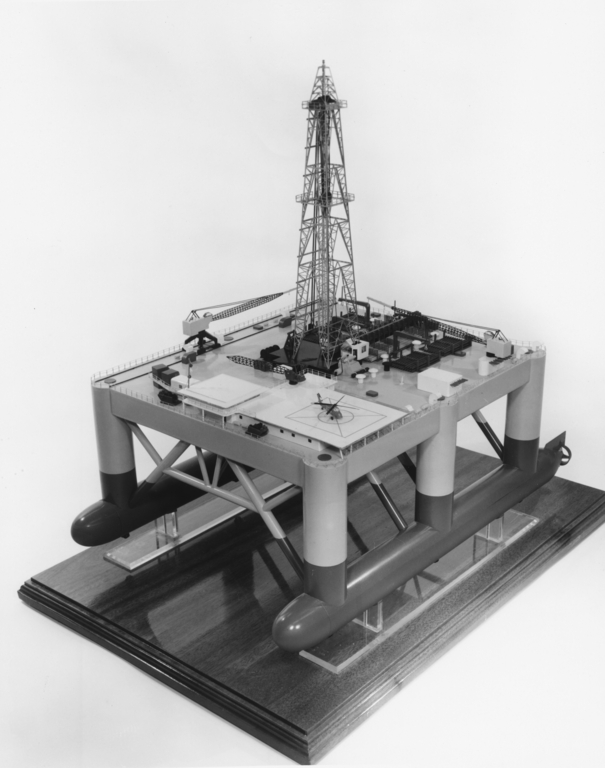
Hoewel nooit gebouwd, was het model dat Brown & Root ontwierp voor de tweede fase van Project Mohole een belangrijke stap richting de tweede generatie halfafzinkbare platforms

Daartoe waren in februari 1963 drie ontwerpen voor een boorplatform gepresenteerd. Dit waren een halfafzinkbaar platform (semi) met vier kolommen op basis van de Blue Water Rig No. 1, een omgebouwde T2-tanker en een geheel nieuw boorschip. Uiteindelijk werd vanuit het oogpunt van stabiliteit gekozen voor een semi met twee pontons met op elk drie kolommen. Modeltesten werden uitgevoerd bij het David Taylor Model Basin, het Davidson Laboratory van het Stevens Institute en de Universiteit van Michigan. Begin 1964 werd het conceptontwerp aan Gibbs & Cox gegeven om uitgewerkt te worden tot detailontwerp. Begin 1965 werd aan National Steel and Shipbuilding in San Diego de opdracht tot bouw verstrekt.
Honeywell moest daarbij een dynamisch positioneringssysteem (DP) ontwerpen waarmee het schip zichzelf op positie kon houden zonder gebruik van ankers. Daartoe werd onder meer een shortbaselinesysteem ontworpen.
Ook de boorstang was een uitdaging met een lengte van zo'n tien kilometer en een gewicht van zo'n 500 ton. Om het gewicht te ondersteunen, werden er drijvers ontworpen voor de boorstang. Daarnaast werd de turboboor verder ontwikkeld om te voorkomen dat de boortijd te veel toe zou nemen met toenemende diepte.
Voor zowel het semiontwerp, het DP-systeem als de boorkop gold dat dit concepten waren die aan het begin van hun ontwikkeling stonden. Het kostte veel tijd en geld om het tot een volwassen stadium te brengen. Het budget werd dan ook overschreden, terwijl er daarnaast onvrede bestond bij AMSOC over de doelstellingen van het project. De budgetoverschrijdingen dreigden ten kostte te gaan van andere wetenschappelijke projecten, zeker naarmate de Vietnamoorlog meer geld ging kosten. Albert Thomas wist vanuit het House Committee on Appropriations het project lange tijd te beschermen, maar nadat hij in februari 1966 overleden was, was deze steun verdwenen. In combinatie met de geruchten over de relatie tussen de Browns en Johnson werd de druk op het project steeds groter tot het uiteindelijk in oktober 1966 gestopt werd. Donald Rumsfeld speelde hierbij een belangrijke rol en hij wees er op dat eerdere pogingen om het project te stoppen, waren tegengehouden door president Johnson en dat deze financiële steun kreeg van de Browns.
Daarna werd met het Deep Sea Drilling Project gekozen voor een kleinschaliger opzet met minder innovatie en meer gebruikmakend van de voortgang die werd gemaakt door de commerciële booraannemers.

## Havens
Na de Tweede Wereldoorlog groeide de olieconsumptie sterk, zowel door de grote economische groei van de trente glorieuses als doordat olie ten dele de rol van steenkool overnam. Decennialang was het de vraag of de productie en de bijbehorende infrastructuur de toegenomen vraag kon bijhouden. Bij olietankers vond een enorme schaalvergroting plaats en ook het aantal olieterminals nam sterk toe, zowel in exporterende als importerende landen.
Het eerste project van Brown & Root buiten de Verenigde Staten en Venezuela was in 1959 de Ilha d'Águaterminal in de baai van Guanabara in Brazilië. Hierbij werden ook de pijpleidingen aangelegd naar raffinaderij van Duque de Caxias (REDUC). Daarop volgde een reeks projecten in Zuid-Amerika, waaronder in Santos en Ilhéus. Een moeilijk project was bij Isla Grande de Tierra del Fuego waar in 1961 in de baai van San Sebastián een pijpleiding werd gelegd naar een laadboei. Dit vergde ook het uiterste van de duikers van Taylor Diving.
De meeste olieterminals werden in de jaren 1960 echter aangelegd in het Midden-Oosten en de Middellandse Zee, de opkomende olie-exporteurs. In 1946 werden vanuit het Midden-Oosten 500.000 vaten per dag geëxporteerd, in 1960 lag dat op 4,7 miljoen per dag en in 1972 op 16 miljoen per dag. Dat betekende een enorme uitbreiding van de bijbehorende infrastructuur, wat het een zeer aantrekkelijke regio maakte voor Brown & Root. Daarbij kwam dat in de Perzische Golf ook de offshore zich ontwikkelde, wat voor de andere tak van Brown & Root interessant was.
In 1961 kreeg Brown & Root hier de eerste opdracht, twee pijpleidingen voor Basrah Petroleum Company. De L.E. Minor uit 1958 had nog weinig opdrachten gehad en vertrok nu naar het Midden-Oosten. Het bleef daar enkele jaren met een aantal uitstapjes naar Libië waar onder meer een terminal werd gebouwd in Brega voor Esso. De L.E. Minor legde daar de pijpleiding naar een eenpunts-meersysteem (single buoy mooring, SBM) uit de kust. Deze hield het niet lang uit, maar na de nodige verbeteringen werd de SBM populair. Met Bechtel bouwde het bij Sidra voor Oasis Oil een terminal en pijpleiding naar een SBM. Voor Mobil werd van 1963 tot 1965 bij Ra's Lanoef een SBM-systeem geplaatst.
In 1968 werd voor Kuwait Oil Company een pijpleiding gelegd van Mina al Ahmadi in Koeweit naar een terminal op een eiland voor de kust. Met 48 inch was dit de grootste diameter die tot dan toe offshore was gelegd. De terminal was geschikt voor de net door Gulf Oil in de vaart gebrachte Universe Ireland, de eerste ULCC en het grootste schip tot dan toe. Dit schip moest olie transporteren van Koeweit naar Bantrybaai in Ierland.
Tot 1965 had Brown & Root Marine zich beperkt tot ontwerp, constructie en installatie zonder het algehele management uit te voeren. In dat jaar voerde het voor Pan American UAR van Amoco echter het projectmanagement uit voor de ontwikkeling van het El Morganveld in de Golf van Suez bij Egypte. Hierbij werd niet alleen het veld ontwikkeld met productie- en boorplatforms en een pijpleiding naar de wal, maar werd aan de wal ook een terminal gebouwd bij Ra's Shuqayr met een wooncomplex en een vliegveld.
Op Lavan bij Iran werd in 1965-66 voor de Lavan Petroleum Company een complex gebouwd voor het Sassanveld. In 1967-68 werd voor Gulf Oil bij Cabinda in Angola een SBM-terminal gebouwd. Met de stijging van de olieprijs in 1973 werd offshore ook in het Midden-Oosten aantrekkelijker en opende Brown & Root met George Wimpey een werf in Manamah in Bahrein.
Ook in de importerende landen bouwde Brown & Root terminals. De Erieterminal van Gulf Oil op Whiddy Island in Bantrybaai was ontworpen om de Universe Ireland te ontvangen. Toen deze dreigde te vertragen, droeg Brown & Root ook aan deze terminal bij met de Atlas.

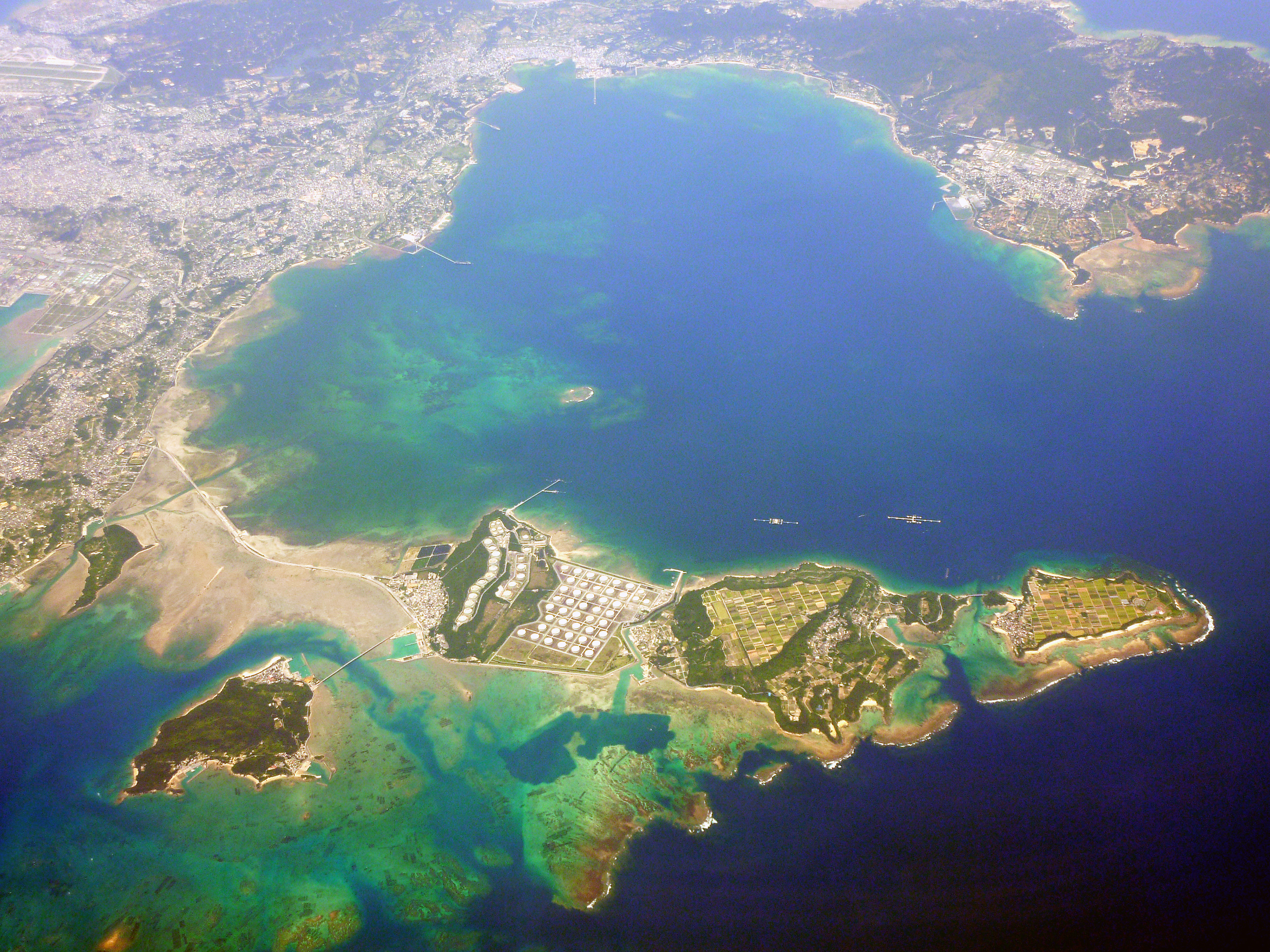
De Okinawa Terminal op Henza in Uruma op Okinawa

Wederom voor Gulf Oil in een joint venture met Kyodo Oil werd in 1969-70 ook de Okinawa Terminal (OTC) gebouwd op Okinawa.
In de Verenigde Staten ontwierp en bouwde Brown & Root de Louisiana Offshore Oil Port (LOOP) die in 1980 werd voltooid.

## Manned Spacecraft Center
Als meerderheidsleider was Johnson in de jaren 1950 al voorzitter geweest van het National Aeronautics and Space Council. Als vicepresident benoemde Johnson in 1961 George Brown als enige burger in het Space Council. De directeur van NASA was James Webb, een goede vriend van Johnson. Met Albert Thomas als voorzitter van het subcomité Defensie van het House Appropriations Committee was dit een ideale situatie voor Brown & Root toen de NASA een nieuwe locatie zocht voor bemande ruimtevaart. Houston was een van de steden die in aanmerking kwam en was eerder al gepasseerd toen het Goddard Space Flight Center was gebouwd. Als NASA opnieuw Houston zou passeren, liepen zij het gevaar dat Thomas het budget anders zou bekijken. George Brown overtuigde Morgan Davis, voorzitter van Humble Oil, om land te schenken aan Rice University. Met George Brown als voorzitter van het bestuur van Rice werd dit land daarna weer ter beschikking gesteld aan NASA. Zo was de beslissing voor Houston door de net door Johnson aangestelde Webb snel gemaakt.
Daarna restte nog de opdracht om het Manned Spacecraft Center te bouwen. Het Army Corps of Engineers stelde een lijst op van twintig aannemers die in aanmerking kwamen. Brown & Root maakte daar aanvankelijk deel van uit, maar werd viel daarna af naarmate de lijst korter werd, om er vervolgens weer op terug te worden geplaatst door het hoofd van het Corps. Brown & Root verkreeg uiteindelijk het contract als hoofd van een consortium met Charles Luckman als ontwerper.
Na de voltooiing van de bouw verkreeg Brown & Root met Northrop een jarenlange opdracht voor het onderhoud.

## Overname door Halliburton
In 1962 besloten de Browns dat zij het bedrijf wilden verkopen, maar zij wilden het niet aan een concurrent verkopen. Halliburton leek een geschikte kandidaat met nauwelijks overlappende activiteiten, terwijl oprichter Erle P. Halliburton een vergelijkbare achtergrond had door zich van eenvoudige komaf omhoog te werken. Halliburton had daarnaast al meerdere bedrijven overgenomen en deze daarna grotendeels onafhankelijk onder behoud van naam door laten werken, iets wat belangrijk was voor de Browns. Uiteindelijk werd de overname eind 1962 net na de dood van Herman Brown voltooid, waarbij ook alle dochterondernemingen werden overgenomen.
Inderdaad bleef Brown & Root daarna grotendeels onafhankelijk opereren tot het in 1988 samen werd gevoegd met M.W. Kellogg. Dit was onderdeel van Dresser Industries dat dat jaar was overgenomen door Halliburton. Kellogg Brown & Root werd in 2002 KBR en werd in 2007 zelfstandig. In 2015 fuseerde de divisie Industrial Services Americas van KBR met Wink Engineering van Bernhard Capital Partners (BCP) tot Brown & Root Industrial Services waarmee de oude naam weer in gebruik werd genomen, maar nu met het hoofdkantoor in Baton Rouge in Louisiana.

## Prudhoe Bay
In 1968 werd het Prudhoe Bayveld ontdekt in North Slope in het noorden van Alaska. Dit bleek verreweg het grootste olieveld in de Verenigde Staten en vergde met honderden olieputten de nodige infrastructuur. Brown & Root kreeg van British Petroleum de opdracht dit te ontwikkelen. Gezien de barre omstandigheden werd hierbij maximaal ingezet op prefabricatie, vooral op de werf in Greens Bayou. Tussen 1970 en 1977 werden zo separatiestations, elektriciteitscentrales en een elektriciteitsnet gebouwd en pijpleidingen gelegd van de olieputten naar de separatiestations. Dit moest allemaal op locatie arriveren in de paar zomerweken dat het ijs voldoende teruggetrokken was. De zware pakketten werden daarna met crawlers over de toendra naar het binnenland getransporteerd.
Daarnaast werd het consortium Arctic Constructors gevormd, naast Brown & Root bestaande uit Ingram Corporation, Peter Kiewit Sons, Williams Brothers en H.B. Zachry Company. Dit consortium legde het noordelijke deel van de Trans-Alaska-pijpleiding (TAPS).

## Great Man-made River
In Libië werden tijdens proefboringen naar olie en gas ook enorme hoeveelheden grondwater aangetroffen in Nubische zandsteenaquifers. Om de aquifers bij de kust die gevoed worden door regenwater te ontlasten, werd besloten om de Great Man-made River te bouwen, het grootste irrigatieproject ter wereld. In 1984 verkreeg Brown & Root met Price Brothers de ontwerpopdracht. Na de uitbreiding van sancties in 1986 door de Amerikaanse overheid tegen Libië werd het werk voortgezet vanuit de Britse vestiging.

## LOGCAP
Logistics Civil Augmentation Program (LOGCAP) is het programma van het Amerikaanse leger voor civiele ondersteuning. In 1985 werd het opgezet en in 1988 voor het eerst gebruikt. Dat een enkel bedrijf in staat was om wereldwijd ondersteuning te leveren, werd betwijfeld tot Brown & Root gevraagd was hierover een rapportage samen te stellen. In 1992 verkreeg Brown & Root het eerste vijfjarige contract. De eerste opdracht was eind 1992 voor ondersteuning van Operatie Restore Hope in Somalië. In 1994 volgde Operatie Support Hope ter ondersteuning van vluchtelingen van de Rwandese Genocide. Dat jaar werd ook ondersteuning geleverd tijdens Operatie Uphold Democracy in Haïti en Operatie Vigilant Warrior in het zuiden van Irak. In 1995 volgden Operatie Deny Flight en Operatie Joint Endeavour in Bosnië en Kosovo. Vooral de laatste was van grote omvang, waarbij onder meer enkele bases werden gebouwd zoals Camp Bondsteel.
In 1997 ging het LOGCAP II-contract naar concurrent DynCorp, maar omdat er sprake was van een lopende operatie werd de Balkan hiervan uitgezonderd en bleef bij Brown & Root met het Balkans Support Contract. LOGCAP III werd in 2001 aan KBR toegekend, nu voor een periode van tien jaar. LOGCAP IV werd daarna aan drie bedrijven gegund, KBR, DynCorp en Fluor.